# Золотой век ислама
Золотой век ислама, иногда также Исламский ренессанс, Мусульманский ренессанс — исторический период примерно с 762 по 1258 год, в начале которого Арабский халифат был крупнейшей империей своего времени. В рамках халифата сложилось общемусульманское культурное пространство, которое продолжало существовать и после его распада. Исламская культура, простиравшаяся от южной Испании до Центральной Азии, вобрала в себя достижения учёных самых разных национальностей и вероисповеданий. Она развивала знания древних египтян, греков и римлян, добившись прорывов, которые подготовили почву для эпохи Возрождения через латинские переводы арабских научных трудов в XII веке.
В IX—X веках достижения арабской науки, каноны поэзии, образцы архитектуры способствовали развитию культуры многих народов как Азии и Африки, так и Европы. После распада Арабской империи развитие исламской цивилизации ненадолго подхватывает персидская Саманидская империя, а впоследствии череда тюркских династий Караханидов, Сельджуков Ануштегинидов, Тимуридов, Хулагуидов.
Говард Тёрнер пишет: «мусульманские художники и учёные, рабочие и князья вместе создали уникальную культуру, которая имеет прямое и косвенное влияние на каждом континенте».
При «Мусульманском Ренессансе» развились математика, медицина, философия, физика, химия и другие науки.
Благодаря этому, мусульманские учёные, писатели и деятели искусства указанного периода внесли значительный вклад в развитие мировой науки и культуры.

## История
В эпоху Золотого века мусульманские учёные, художники, инженеры, поэты, философы и купцы внесли вклад в науку, экономику, литературу, философию, морское дело, сельское хозяйство, как сохраняя традиции прошлого, так и используя собственные изобретения.
Арабские императоры оказывали большое покровительство ученым. По оценкам, средства, потраченные на арабское переводческое движение за некоторые переводы, примерно в 2 раза превышают годовой исследовательский бюджет Медицинского исследовательского совета Великобритании. Лучшие ученые и известные переводчики, такие как Хунайн ибн Исхак, получали зарплату, которая, по оценкам, эквивалентна зарплате профессиональных спортсменов сегодня. Дом Мудрости — библиотека, основанная в Багдаде халифом аль-Мансуром в 825 году.

В эпоху правления Омейядов, а затем и Аббасидов учёные пользовались огромной поддержкой со стороны правителей. 

### Краткий обзормусульманских научных открытий
- Криптоанализ: В криптологии первое известное объяснение криптоанализа дал арабский натурфилософ Аль-Кинди (также известный как «Алькиндус» в Европе) в манускрипте О расшифровке криптографических сообщений. Этот трактат включает первое описание метода анализа частот[6][7].
- Галактика Андромеды: В 964 года персидский астроном ас-Суфи в своей «Книге неподвижных звезд» описал «туманное пятно» в созвездии Андромеды, что стало первым достоверным упоминанием того, что сейчас известно как галактика Андромеды, ближайшая к Млечному Пути спиральная галактика.
- Десятичная дробь: Персидский математик и астроном Джамшид аль-Каши (1380—1429) в трактате «Ключ арифметики» объявил себя изобретателем десятичных дробей, хотя они встречались в трудах Ал-Уклидиси, жившего на 5 веков раньше[8]. В Европе первоначально десятичные дроби записывали как целые числа в некотором оговоренном масштабе; например, тригонометрические таблицы Региомонтана (1467) содержали значения, увеличенные в 100000 раз и затем округлённые до целого. Первые десятичные дроби в Европе ввёл Иммануил Бонфис около 1350 года, в 1579 году их употребление пытался пропагандировать Виет. Но широкое распространение они получили только после появления сочинения Симона Стевина «Десятая» (1585)[9].
- Биномиальный коэффициент, бином Ньютона и треугольник Паскаля: Первую формулировку бинома Ньютона и таблицу биномиальных коэффициентов можно найти в работе Аль-Караджи, цитируемой Самавалем (Самуил Марокканский) в его «Аль-Бахире»[6][10][11]. Также Аль-Караджи первым описал структуру, известную в Европе как треугольник Паскаля, за 600 лет до работы Блеза Паскаля[12][13][14][15][16][17]. Его работы сыграли большую роль в отделении алгебры от геометрии, что стало важным этапом в её развитии как самостоятельной дисциплины[18].
- Интеграл Коши-Римана: Ибн аль-Хайсам (Альхазен) дал его простую форму[10].
- Ибн аль-Хайсам сыграл роль в развитии оптики. Одной из преобладающих теорий зрения в его время и в его месте была теория излучения, поддерживаемая Евклидом и Птолемеем, согласно которой зрение работает за счёт испускания глазом лучей света, а другой была теория Аристотеля, согласно которой зрение работает, когда сущность объектов поступает в глаза. Ибн аль-Хайсам справедливо утверждал, что зрение возникает, когда свет, распространяющийся по прямым линиям, отражается от объекта и попадает в глаза. Аль-Бируни писал о своих взглядах на свет, утверждая, что его скорость должна быть огромной по сравнению со скоростью звука[19].
- Химический синтез природного соединения: Самые древние известные инструкции по получению неорганического соединения (соль аммония или хлорид аммония) из органических веществ (таких как растения, кровь и волосы) с помощью химических средств встречаются в работах арабского химика Джабир ибн Хайяна (Гебер) (около 850—950 гг.)[20].
- Синусоидальный квадрант: Вид квадранта, использовавшийся средневековыми арабскими астрономами, описан Мухаммедом аль-Хорезми в 9 веке в Багдаде[21].
- Экспериментальный научный метод: Изложен и практикуется ибн аль-Хайсамом[7].
- Системное алгебраическое решение и завершение квадрата: Популяризирующее трактат Аль-Хорезми по алгебре (Суммирующая книга по расчетам путем завершения и уравновешивания, около 813—833 гг.) представил первое систематическое решение линейных и квадратных уравнений. Одним из его главных достижений в алгебре было демонстрация того, как решать квадратные уравнения путем завершения квадрата, для чего он предоставил геометрические обоснования[22].
- Числа Сабита: Названы в честь Сабита ибн Курры.
- Закон котангенсов: Впервые он был получен ибн аль-Хайсамом[10].
- Алгоритм Руффини-Хорнера, открытый ибн аль-Хайсамом[10].
- Мукарнас: Происхождение мукарнаса можно проследить до середины десятого века в северо-восточном Иране и центральной части Северной Африки[23], а также в регионе Месопотамии[24].
- Секстант: Первый известный настенный секстант был изготовлен в городе Рей, Иран, Абу-Махмудом аль-Худжанди в 994 году[25].
- Добыча сланцевого масла: В 10 веке арабский врач Масавайх аль-Мардини (Месуэ Младший) описал метод добычи масла из «какой-то разновидности битуминозного сланца»[26].
- Закон Снелла: Этот закон был впервые точно описан персидским ученым Ибн Сахлем при багдадском дворе в 984 году. В манускрипте «О горящих зеркалах и линзах» Ибн Сахль использовал этот закон для получения форм линз, которые фокусируют свет без геометрических аберраций[27]. По мнению Джима аль-Халили, этот закон следует называть законом ибн Сахля[17].
- Гиперболическая геометрия: Теоремы Ибн аль-Хайсама, Омара Хайяма и Насира ад-Дина ат-Туси о четырехугольниках были первыми теоремами по гиперболической геометрии[28].
- Увеличительное стекло и выпуклая линза: Выпуклая линза, используемая для формирования увеличенного изображения, была описана в «Книге оптики» Ибн аль-Хайсама в 1021 году[29].
- Механические музыкальные инструменты: История автоматических музыкальных инструментов начинается с 9 века, когда персидские изобретатели братья Бану Муса изобрели гидроприводный орган со взаимозаменяемыми цилиндрами с шипами и автоматическую флейту на паровой тяге[30]. Это были самые ранние механические музыкальные инструменты[31] и первые программируемые музыкальные секвенсоры[16].
- Регулирующий клапан: Впервые появляется в книге Бану Муса «Книга удивительных устройств»[32].
- Управление с переменной структурой: Контроль уровней для жидкостей, форма дискретного управления переменной структурой, был разработан братьями Бану Муса[33].
- Ветряная мельница: Первые ветряные мельницы были построены в 9 и 10 веках на территориях, которые сегодня являются Пакистаном и Ираном[34].
- Ветряной насос: Ветряные насосы использовались для перекачивания воды, по крайней мере, с 9 века на территориях, которые сегодня являются Ираном и Пакистаном[35].
- Камаль: Камаль был изобретен арабскими мореплавателями в конце 9 века[17]. Изобретение камаля позволило осуществлять самое раннее известное навигационное измерение широты, став таким образом первым шагом к применению количественных методов в навигации[17].
- Сахарная мельница: Сахарные мельницы впервые появились в средневековом исламском мире. Они сначала приводились в движение водяными мельницами, а затем ветряными мельницами с 9 по 10 века[34].
- Лечение чесотки через удаление паразита: Арабский биолог и медик Ибн Зухр представил доказательства того, что чесотку вызывает чесоточный клещ и что ее можно вылечить, удалив паразита без необходимости очищения, кровопускания или других методов лечения[36].
- Лечение  гинекомастии и рака груди: В хирургии арабского врача 10 века Аль-Захрави(Abulcasis) иногда называют «отцом хирургии»[37]. Он описывает то, что считается первой попыткой редукционной маммопластики для лечения гинекомастии[37] и первой мастэктомией для лечения рака груди[36]. Он написал три учебника по хирургии, в том числе «Руководство практикующих врачей», которое содержит каталог из 278 инструментов, используемых в хирургии[38].
- Тиреоидэктомия: Захрави приписывают проведение первой тиреоидэктомии[39].
- Внематочная беременность: В акушерстве и гинекологии Аз-Захрави был первым врачом, описавшим внематочную беременность[40].
- Наследование гемофилии: Впервые предложено аз-Захрави, который первым зафиксировал и предположил, что гемофилия является наследственным заболеванием[41].
- Психиатрическая больница: В 872 году Ахмад ибн Тулун построил больницу в Каире, которая предоставляла заботу сумасшедшим, включая музыкальную терапию[42].

### Арабское переводческое движение
Универсальным языком науки стал арабский язык. Учёные из разных стран от Кордовы до Багдада и Самарканда имели возможность общаться на одном языке. В IX в. правители Багдада проводили регулярные встречи (интеллектуальные маджлисы), во время которых богословы, философы и астрономы собирались, чтобы обсудить свои идеи.
Математики востока собрали, систематизировали и уточнили математику, унаследованную ими от Древней Греции и Индии, а затем продолжили вносить собственные инновации. Мусульманская математика охватывала алгебру, геометрию и арифметику. Алгебра в основном использовалась для развлечения: в то время она имела мало практических применений. Геометрия изучалась на разных уровнях. Некоторые тексты содержат практические геометрические правила для съёмки и измерения фигур. Теоретическая геометрия была необходимой предпосылкой для понимания астрономии и оптики, и она требовала многих лет сосредоточенной работы.
В начале правления Аббасидской династии (основан в 750 г.), вскоре после основания Багдада в 762 г., некоторые математические знания были усвоены группой учёных аль-Мансура из доисламской традиции в астрономии. Древнегреческие труды, такие как Альмагест Птолемея и «Начала» Евклида, были переведены на арабский язык. Ко второй половине 9 века исламские математики уже вносили вклад в самые сложные разделы греческой геометрии. Исламская математика достигла своего апогея в восточной части исламского мира между X и XII веками. Большинство средневековых исламских математиков писали на арабском языке, другие — на персидском.
Арабский математик Аль-Кинди (801—873) работал над криптографией для Аббасидской империи и дал первое известное письменное объяснение криптоанализа и первое описание метода частотного анализа.

### Роль теологии для мотивации научного исследования
Ряд современных учёных, таких как Филдинг Х. Гаррисон, Султан Башир Махмуд, Хоссейн Наср, считают, что современная наука и научный метод были в значительной степени вдохновлены мусульманскими учёными, которые внедрили современный эмпирический, экспериментальный и количественный подход к научному исследованию. Определённые достижения средневековых мусульманских астрономов, географов и математиков были мотивированы проблемами, представленными в исламском писании, такими как развитие алгебры Аль-Хорезми (ок . 780—850 гг.) с целью решения исламских законов наследования, и достижения в астрономии, географии, сферической геометрии и сферической тригонометрии с целью определения направления Киблы, времени молитв Салах и дат исламского календаря. Эти новые исследования в области математики и естественных наук позволят исламскому миру опередить остальной мир. «Используя это вдохновение, мусульманские математики и астрономы внесли значительный вклад в развитие практически каждой области математики между восьмым и пятнадцатым веками».
В сборнике достоверных хадисов аль- Бухари и Муслима сказано: «Нет болезни, которую создал бы Аллах, не создав также и лечения для неё» (Бухари 7-71:582). Это достигло кульминации в работе Ибн ан-Нафиса (1213—1288), который открыл лёгочное кровообращение в 1242 году и использовал своё открытие в качестве доказательства исламской доктрины телесного воскрешения. Ибн ан-Нафис также использовал исламское писание в качестве мотивации своего отказа от вина как средства самолечения. Исламские теологи считали верования алхимиков и астрологов суеверными.

### Калам
Знаменитый каламист аль-Ашари (874—936) нашел золотую середину между рационализмом мутазилитов и буквализмом ханбалитов, используя рационалистические методы, отстаиваемые мутазилитами, для защиты большинства существенных принципов, поддерживаемых ахль аль-хадис. Конкурирующий компромисс между рационализмом и буквализмом возник в работе Центрально-Азиатского каламиста Матуриди (у. н. э. 944 г.), и, хотя меньшинство ученых оставалось верным раннему учению ханбалитов, теология ашаритов и матуридитов стала доминировать в суннитском исламе с X века.

### Гипотеза Мультивселенной
Фахр ад-Дин ар-Рази (1149—1209), ашаритский философ-каламист, рассматривая свою концепцию физики и физического мира в своём труде «Маталиб», обсуждает исламскую космологию, не соглашается с аристотелевским представлением о центре Земли во Вселенной и «исследует понятие существования мультивселенной в контексте своего комментария», основываясь на кораническом аяте «Вся хвала принадлежит Аллаху, Господу миров». Он поднимает вопрос о том, относится ли термин «миры» в этом аяте к «множественным мирам в пределах этой единой Вселенной или космоса, или ко многим другим вселенным или мультивселенной за пределами этой известной вселенной». На основе этого аята он утверждает, что Бог создал более «тысячи тысяч миров (альфа альфи 'авалим) за пределами этого мира, так что каждый из этих миров больше и массивнее этого мира, а также имеет то же, что и этот мир».

### Монгольское нашествие
Вместе со всеми другими библиотеками Багдада, Дом Мудрости был разрушен армией монгольских захватчиков во главе с внуком Чингисхана Хулагу во время осады Багдада. Книги из библиотек Багдада были сброшены в реку Тигр в таких количествах, что, как говорят, река почернела от чернил с их страниц. Согласно хронике XVI века об осаде из Кутб ад-Дина ан-Нахравали, «в реку Евфрат было брошено столько книг, что они образовали мост, который мог бы выдержать человека на лошади». По словам историка Михала Бирана, эта цитата была литературным тропом, связанным с осадой Багдада и преувеличивающим монгольское варварство.
Насир ад-Дин ат-Туси спас около 400 000 рукописей, которые он привез в Марагу перед осадой. Многие книги были разорваны грабителями, чтобы из кожаных обложек можно было сделать сандалии.

## Университеты и научные центры
Центральное место Священного Писания и его изучение в исламской традиции способствовали тому, что образование стало центральной опорой религии практически во все времена и во всех местах истории ислама. Важность обучения в исламской традиции отражена в ряде хадисов, приписываемых Мухаммеду, включая тот, в котором говорится: «Поиск знаний является обязательным для каждого мусульманина». Это предписание, как считалось, применялось, в частности, к ученым, но также в некоторой степени и к более широкой мусульманской общественности, примером чего служит изречение аль-Зарнуджи: «Учение предписано всем нам». Хотя невозможно подсчитать уровень грамотности в досовременных исламских обществах, почти наверняка он был относительно высоким, по крайней мере по сравнению с европейскими странами. Географ аль-Мукаддаси (945—990 гг.) писал о процессе становления исламских центров науки: «На Востоке дорожили учеными (уламо), в то время как на Западе ценили писцов».
Мусульмане отличали дисциплины, унаследованные от доисламских цивилизаций, такие как философия и медицина, которые они называли «науками древних» или «рациональными науками», от исламских теологических наук. Науки первого типа процветали на протяжении нескольких столетий, и их передача составляла часть образовательной структуры в классическом и средневековом исламе. В некоторых случаях они поддерживались такими учреждениями, как Дом Мудрости в Багдаде, но чаще всего они передавались неформально от учителя к ученику. В исламском мире при мечетях открывались медресе, где обучали не только религиозным, но и светским наукам. Многие медресе со временем превратились в университеты. Мусульманские правители организовывали научные центры, где учёные могли накапливать, развивать свои знания и обмениваться ими. Наиболее известный из таких научных центров — «Дом Мудрости» («Бейт аль-Хикма»), основанный халифом аль-Мамуном (786—833 гг.) в 20-х годах IX в. Сотрудниками Дома мудрости в разное время были такие выдающиеся учёные, как аль-Хорезми (Алгоритмус), Ибн Турк, Фергани, аль-Джаухари, Хабаш аль-Хасиб, аль-Кинди, братья Бану Муса, аль-Махани, ан-Насрани, аль-Ахвази, аль-Бузджани, аль-Кухи, Санад ибн Али.

### Научные академии
Дом Мудрости в Раккаде, основанный в Раккаде Амиром Ибрагимом ибн Мухаммадом аль-Аглаби. Ибрагим был увлечен приобретением знаний и осознавал положительное влияние, которое образование, ученость и новаторские идеи принесло обществам по всему миру. Множество научных рукописей, научных журналов и книг были собраны там с намерением создать библиотеку с репутацией, эквивалентной репутации Багдадского Дома Мудрости. Группа ученых ежегодно отправлялась в Багдад, чтобы найти важные литературные произведения и другие сочинения и привезти их к себе в библиотеку, что помогло внести свой вклад в уникальный и редкий материал, найденный в Доме Мудрости Аглабидов.
Андалузский Дом Мудрости, основанный в Андалусии Хакамом аль-Мустансиром. Он начал одну из крупнейших коллекций рукописей, сочинений и книг. Андалузский Дом Мудрости был построен на основе Багдадского Дома Мудрости и использовался для хранения огромного количества знаний, приобретенных аль-Мустансиром.
Кроме Багдада, центрами научной деятельности на средневековом Востоке в разные периоды его истории были: Рей, Мерв, Каир, Самарканд, Хорезм, Исфахан, Нишапур, Шираз, Кордова и другие города.
Знаменитые университеты Востока в Средние века:
- Университет аз-Зайтуна — старейшее из ныне существующих высших учебных заведений в мире, которое появилось в VIII веке (732 год[62]).
- Университет Аль-Карауин. В 859 г. принцесса Фатима аль-Фихри (800—880 гг.) основала в Фесе (Марокко) первый современный университет. В университете, принимавшем как мужчин, так и женщин, было несколько факультетов и преподавалось множество дисциплин. Университет Аль-Карауин занесен в Книгу рекордов Гиннесса как старейший в мире университет, выдающий учёные степени[63].
- Университет Мустансирия — учебное заведение, организованное в 1227—1233 годах. В медресе обучали основам веры, математике, физике, натурфилософии и др. Здание Багдадского медресе отреставрировано в 1825 и 1946 годах. С 1964 в здании бывшего Багдадского медресе находится Университет аль-Мустансира.
- Университет Аль-Азхар был еще одним ранним медресе, ныне признанным университетом. Медресе является одной из святынь Фатимидского халифата. Фатимиды возводили свое происхождение к дочери Мухаммеда Фатиме и назвали учреждение, используя вариант ее почетного титула Аль-Захра (блестящая)[64]. Организованное обучение в мечети Аль-Азхар началось в 978 году[65]. Управляемая мусульманами испанская столица Кордова, которая превзошла Константинополь[66][67] как крупнейший город Европы, также стала выдающимся мировым центром образования и обучения, подготовившим многочисленных эрудитов.

### Астрономические обсерватории
Создание первой астрономической обсерватории в исламском мире было приказано халифом аль-Мамуном в 828 году в Багдаде. Строительством руководили ученые из Дома Мудрости: старший астроном Яхья ибн аби Мансур и младший Санад ибн Али аль-Аляхуди. Она располагалась в аш-Шаммасии и называлась обсерваторией Маумтахан. После первого раунда наблюдений Солнца, Луны и планет была построена вторая обсерватория на горе Касиун, недалеко от Дамаска. Результаты этой работы были собраны в труде, известном как «Аль-Зидж аль-Мумтахан», что переводится как «Проверенные таблицы».

## Мусульманские изобретения
Уже в 7 веке мусульманские учёные приняли индо-арабскую систему счисления, описав её использование в стандартном тексте "Фи ль-Хисаб аль-Хинди " («О числах индийцев»). Отличительный западно-арабский вариант восточно-арабских цифр начал появляться около 10 века в Магрибе и Аль-Андалусе (иногда называемый губарскими цифрами, хотя этот термин не всегда принимается), которые являются прямыми предками современных арабских цифр, используемых во всем мире.
Фараби проявлял особый интерес к принципиальным положениям, на которых строятся точные науки, — так называемым «началам» (‘усул) этих наук. Он составил комментарии к сочинениям Евклида и Птолемея. Целью его комментария к «Началам» Евклида было разъяснение определений основных понятий геометрии. В тригонометрических главах «Книги приложений» к Альмагестy Птолемея аль-Фараби изложил основные понятия о тригонометрических линиях и принципы составления тригонометрических таблиц, где он также ввёл линии тангенса и котангенса в тригонометрическом круге.
В своей «Книге духовных искусных приемов и природных тайн о тонкостях геометрических фигур» Фараби излагает теорию геометрических построений, включая задачи на построение с помощью циркуля, на преобразования многоугольника и на построения на сфере. В одной из задач можно обнаружить намёк Фараби на многомерные обобщения куба.
В своём «Трактате об астрологии» аль-Фараби создаёт учение о случайных явлениях, открыто призывая исследовать массовые случайные явления. Он приводит классификацию вероятностей: «невозможное», «редкое возможное», «равновероятное», «возможное в большинстве случаев» и «необходимое» (достоверное).

### Список мусульманских изобретений
8 век
- Классификация химических веществ: Работы, приписываемые Джабиру ибн Хайяну (написаны около 850—950 гг.)[75] и Мухаммаду ибн Закарии ар-Рази (около 865-Могольский даггер из дамасской стали925 гг.), содержат самые ранние известные классификации химических веществ.
- Дамасская сталь: Дамасские клинки впервые были изготовлены в Переднем Востоке из слитков вутц-стали, импортируемой из Индии[76].
- Современный уд: Хотя струнные инструменты существовали до ислама, уд развивался в исламской музыке и был предком европейской лютни[77].
- Теория серно-ртутного взаимодействия металлов: впервые засвидетельствованная в «Сирр аль-халика» («Тайна творения», ок. 750—850 гг.) псевдо-Аполлония Тианского и в работах, приписываемых Джабиру ибн Хайяну (написанных ок. 850—950 гг.)[78], теория серно-ртутного взаимодействия металлов оставалась основой всех теорий состава металлов вплоть до 18 века[79].
- Оловянная глазурь: самая ранняя оловянная глазурь, по-видимому, была изготовлена в Месопотамии в VIII веке[80]. Самые древние фрагменты, найденные на сегодняшний день, были найдены во дворце Самарры, примерно 80 километров (50 миль) к северу от Багдада[81].
- Ветряная мельница Панемон: самая ранняя из известных конструкций ветряной мельницы имеет персидское происхождение и была изобретена примерно в VII—IX веках[82][83].

9 век
- Алгебра: Аль-Хорезми считается отцом алгебры. Слово «алгебра» происходит от арабского الجبر (al-jabr) из названия его книги Ilm al-jabr wa’l-muḳābala. Он первым стал рассматривать алгебру как самостоятельную дисциплину[84].
- Автоматические устройства: Несмотря на то, что Бану Муса опирались на греческие модели, они значительно их превзошли. Особенно их увлечение автоматическими устройствами выделяет их не только среди греческих предшественников, но и среди исламских последователей[85].
- Шахматный мануал: Самый древний известный шахматный мануал был написан на арабском языке и датируется 840—850 годами. Его автор, известный арабский шахматист Аль-Адли ар-Руми (800—870), назвал книгу Kitab ash-shatranj (Книга о шахматах). Во время Золотого века ислама было написано множество трудов по шахматам, которые впервые зафиксировали анализ начальных ходов, шахматные задачи, тур рыцаря и многие другие темы, которые стали общими для современных шахматных книг[11].
- Автоматический кривошип: Неавтоматический кривошип встречается в нескольких гидравлических устройствах, описанных братьями Бану Муса в их книге Книга удивительных устройств[10]. Эти автоматически управляемые кривошипы появились в нескольких устройствах, два из которых содержат действие, приближающееся к функции кривошипа, предвосхищая изобретение Аль-Джазари на несколько столетий и его первое появление в Европе более чем на пять столетий. Тем не менее, автоматический кривошип, описанный Бану Муса, не позволял полного вращения, но потребовалось только небольшое изменение, чтобы преобразовать его в кривошип[85].
- Конический клапан: Механизм, разработанный Бану Муса, особенно важный для будущих разработок, был коническим клапаном, который использовался в различных приложениях[85].
- Двойной клапан: Изобретенный Бану Муса и имеющий современный вид в их книге Книга удивительных устройств[86].
- Люстрированная керамика: Люстрированные глазури наносились на керамику в Месопотамии в 9 веке; техника вскоре стала популярной в Персии и Леванте[23].
- Твердые мыла: Твердые туалетные мыла с приятным запахом производились на Ближнем Востоке во время Золотого века ислама, когда производство мыла стало установленной отраслью. Рецепты изготовления мыла описаны Мухаммедом ибн Закирийя аль-Рази (около 865—925), который также дал рецепт получения глицерина из оливкового масла. На Ближнем Востоке мыло производилось путем взаимодействия жирных масел и жиров с щелочью. В Леванте мыло производилось с использованием оливкового масла вместе с щелочью и известью. Мыло экспортировалось из Леванта в другие части мусульманского мира и в Европу.
- Дистилляция керосина: Хотя китайцы использовали керосин, извлекая и очищая нефть, процесс дистилляции сырой нефти/нефти в керосин, а также в другие углеводородные соединения, впервые описан в 9 веке персидским ученым Рази (или Рразесом). В своей книге Книга тайн врач и химик Рази описал два метода производства керосина, называемых нафт беладжад («белая нафта»), используя аппарат под названием алхимическая перегонка[24][15].
- Керосиновая лампа: Первое описание простого фонаря, использующего сырую минеральную нефть, было предоставлено персидским химиком аль-Рази (Разес) в 9 веке в Багдаде, который назвал его «нафта».
- Шарбат и безалкогольные напитки: В средневековом Ближнем Востоке употреблялись различные фруктовые напитки, такие как шарбат, которые часто подслащивались такими ингредиентами, как сахар, сироп и мед. Другие общие ингредиенты включали лимон, яблоко, гранат, тамаринд, зизифус, сумах, мускус, мяту и лед. Ближневосточные напитки позже стали популярными в средневековой Европе, где слово «сироп» произошло от арабского языка[20].
- Скимитар: Изогнутый меч или «скимитар» был широко распространен на Ближнем Востоке начиная как минимум с османского периода, с ранними примерами, относящимися к аббасидской эпохе (9 век) в Хорасане[87].

10 век
- Перьевая ручка: Раннее историческое упоминание о том, что, по-видимому, является перьевой ручкой-резервуаром, относится к 10 веку. Согласно Али Абузару Мари (умер в 974 г.) в его «Китаб аль-Маджалис ва’ль-мусаярат», фатимидский халиф Аль-Муизз ли-Дин Аллах потребовал ручку, которая не пачкала бы его руки или одежду, и ему предоставили ручку с чернилами в резервуаре, что позволяло ему хранить в перевернутом виде, не допуская протекания[86].
- Ветряная мельница с вертикальной осью: Небольшое ветряное колесо, приводящее в действие орган, описано еще в 1 веке нашей эры Героем Александрийским[88][89]. Первые ветряные мельницы с вертикальной осью были в конечном счете построены в Систане, Персия, как описано мусульманскими географами. Эти ветряные мельницы имели длинные вертикальные приводные валы с лопастями прямоугольной формы[20]. Возможно, они были построены еще во времена второго рашидунского халифа Умара (634—644 гг. н. э.), хотя некоторые утверждают, что это описание, возможно, было изменено в 10 веке[21]. Сделанные из шести-двенадцати парусов, покрытых тростниковой циновкой или тканью, эти ветряные мельницы использовались для измельчения зерна и сбора воды, а также для производства сахарного тростника[32]. Однако ветряные мельницы с горизонтальной осью того типа, который обычно используется сегодня, были разработаны в Северо-Западной Европе в 1180-х годах[88][89].

11-12 века
- Исследование лекарственных средств: Персидский врач Авиценна в «Каноне медицины» (1025) впервые описал использование клинических испытаний для определения эффективности медицинских препаратов и субстанций[90].
- Система двойной бухгалтерии: Двойная бухгалтерия была впервые внедрена в еврейской общине средневекового Ближнего Востока[91][92].
- Механический маховик: Механический маховик, используемый для плавной передачи мощности от приводного устройства к приводимой в движение машине и, по сути, для подъема воды с гораздо больших глубин (до 200 метров), был впервые применен Ибн Бассалем (1038—1075 гг. р.) из Аль-Андалуса[93][94][95].
- Хлорид ртути (бывший сублимат едкой ртути): используется для дезинфекции ран[необходимый год][96].
- Сталелитейный завод: К XI веку на большей части исламского мира действовали промышленные стальные водяные мельницы, от Аль-Андалуса и Северной Африки до Ближнего Востока и Центральной Азии[97].
- Часы с весовым приводом: Арабские инженеры изобрели водяные часы, приводимые в движение шестеренками и гирями, в 11 веке[98].
- Бумажная упаковка: Самое раннее упоминание об использовании бумаги для упаковки относится к 1035 году, когда персидский путешественник, посетивший рынки в Каире, заметил, что овощи, специи и скобяные изделия заворачивали в бумагу для покупателей после их продажи[99].
- Устройство для измерения крови: Создано Аль-Джазари[100].
- Мостовая мельница: Мостовая мельница была уникальным типом водяной мельницы, которая была построена как часть пролетного строения моста. Самое раннее упоминание о мостовой мельнице относится к 12 веку в Кордове, Испания[35].

13-й век
- Фриттовая керамика : это тип керамических изделий, который впервые появился на Ближнем Востоке в конце 1-го тысячелетия, и для которого фритта была важным ингредиентом. Рецепт «фриттованной посуды», датируемый примерно 1300 годом н. э. и написанный Абу-ль-Касимом, сообщает, что соотношение кварца к «фриттованному стеклу» и белой глине составляет 10:1:1.[101] Этот тип керамики также называли «каменной пастой» и «фаянсом» среди прочих названий.[102] Корпус «протокаменной пасты» IX века из Багдада содержит в своей ткани «реликтовые стеклянные фрагменты»[103].
- Ртутные часы : Подробный отчет о технологиях в исламской Испании был составлен при Альфонсо X Кастильском между 1276 и 1279 годами, в том числе о ртутных часах с отсеками, которые были популярны вплоть до 17 века.[104] Он был описан в «Libros del saber de Astronomia», испанском труде 1277 года, состоящем из переводов и пересказов арабских трудов[105].
- Бутылка Мариотта: В «Libros del saber de Astronomia» описываются водяные часы, в которых используется принцип бутылки Мариотта[104].
- Метаболизм : Хотя греческие философы описывали процессы метаболизма, Ибн ан-Нафис был первым ученым, который описал метаболизм как «непрерывное состояние растворения и питания»[106].
- Накер : Арабские накеры были прямыми предками большинства литавр, завезенных в континентальную Европу в 13 веке крестоносцами и сарацинами[107].
- Различные автоматы: Среди изобретений Аль-Джазари были павлины-автоматы, автомат для мытья рук и музыкальный оркестр автоматонов[31][108][109].
- Свечные часы с циферблатом и крепежным механизмом: Самое раннее упоминание о свечных часах описано в китайской поэме Ю Цзяньгу (520 г. н. э.), однако самыми совершенными из известных свечных часов были часы Аль-Джазари, созданные в 1206 году. Он снабжен циферблатом для отображения времени.
- Кривошипно-ползунковый механизм: водяной насос Исмаила аль-Джазари использовал первый известный кривошипно-ползунковый механизм[110].
- Хлопкоочистительный станок с червячным приводом: Роликовый хлопкоочистительный станок с червячным приводом был изобретен в султанате Дели в XIII—XIV веках[111].
- Методы проектирования и строительства: Английский историк технологий Дональд Хилл писал: «В работе аль-Джазари мы впервые видим несколько концепций, важных как для проектирования, так и для строительства: ламинирование древесины для минимизации деформации, статическая балансировка колес, использование деревянных шаблонов (разновидность узора), использование бумажных моделей для создания конструкций, калибровка отверстий, шлифовка седел и заглушек клапанов вместе с наждачным порошком для получения водонепроницаемой посадки, а также литье металлов в закрытых формовочных ящиках с песком».
- Тяговая планка: Тяговая планка применялась для измельчения сахара, и есть свидетельства того, что она использовалась в Дели во времена империи Великих Моголов в 1540 году, но, возможно, датировалась несколькими столетиями ранее, во времена Делийского султаната[112].
- Минимизация прерывистости: Концепция минимизации прерывистости впервые появилась в одном из устройств «сакия» Аль-Джазари, которое должно было максимально повысить эффективность «сакии»[113].
- Программируемый автомат и драм-машина: Самые ранние программируемые автоматы и первая программируемая драм-машина были изобретены Аль-Джазари и описаны в «Книге знаний об изобретательных механических устройствах», написанной в 1206 году. Его программируемое музыкальное устройство состояло из четырех музыкантов-автоматов, включая двух барабанщиков, которые плавали по озеру, развлекая гостей на королевских вечеринках с выпивкой. Это была программируемая драм-машина, в которой колышки (кулачки) врезались в маленькие рычажки, управляющие перкуссией. Если бы колышки передвигались, барабанщиков можно было бы заставить играть разные ритмы и разные ударные модели[114].
- Пара Туси: Эта пара была впервые предложена Насир ад-Дином ат-Туси в его «Тахрир аль-Маджисти» (Комментарии к «Альмагесту») за 1247 год в качестве решения проблемы широтного движения низших планет. Пара Туси — это, в явном виде, две окружности с радиусами x и 2x, в которых окружность с меньшими радиусами вращается внутри Большей окружности. Колебательное движение создается комбинированными равномерными круговыми движениями двух одинаковых кругов, один из которых движется по окружности другого.
- Гриот: Музыкальная традиция гриотов берет свое начало в исламской империи Мали, где первым профессиональным гриотом был Балла Фассеке[115].
- Ситар: Согласно различным источникам, ситар был изобретен Амиром Хусроу, известным суфийским изобретателем, поэтом и первооткрывателем Хьяла, Тараны и Каввали в султанате Дели[116][117]. Другие утверждают, что инструмент был привезен из Ирана и модифицирован по вкусу правителей Делийского султаната и империи Великих Моголов[117].

### Аль-Андалус (Исламская Испания)
9-12 века
- Механические часы с приводом от воды и гирь : созданы испанскими инженерами-мусульманами где-то между 900 и 1200 годами. По словам историка Уилла Дюранта, устройство, похожее на часы, было изобретено Ибн Фирнасом.
- Андалузский уд: Абу-ль-Хасан «Али ибн Нафи» (789—857)[118][119], выдающийся музыкант, обучавшийся у Исхака аль-Маусили (ум. 850) в Багдаде и сосланный в Андалусию до 833 г. н. э. Ему приписывают добавление пятой струны к его уду[120] и создание одной из первых музыкальных школ в Кордове.

14 век
- Хлопкоочистительная машина с кривошипной рукояткой : внедрение кривошипной рукоятки в хлопкоочистительную машину впервые появилось либо в конце Делийского султаната, либо в начале Империи Великих Моголов[121].

15 век
- Кофе: Хотя существуют ранние исторические свидетельства потребления кофе (как кахвы) в Эфиопии, неясно, «использовался» ли он как напиток[122]. Самые ранние исторические свидетельства употребления кофе относятся к середине XV века в суфийских монастырях Йемена на юге Аравийского полуострова[123][124]. Из Мокко кофе распространился в Египет и Северную Африку[125], а к XVI веку он достиг остальной части Переднего Востока, Персии и Турции. Из мусульманского мира употребление кофе распространилось в Италию, а затем и в остальную Европу, а кофейные растения были перевезены голландцами в Ост-Индию и Америку[126].

## Вклад мусульманских учёных в различные отрасли науки

### Астрономия
Астрономия — одна из областей науки, которая интересовала мусульманских учёных. Астрономия в исламе смогла значительно развиться благодаря нескольким ключевым факторам. Одним из факторов был географический: исламский мир находился близко к древним землям греков, которые хранили ценные древние знания о небесах в греческих рукописях. Во времена новой династии Аббасидов после переноса столицы в Багдад в 762 году нашей эры переводчикам оказывалась поддержка в переводе греческих текстов на арабский язык. Этот период переводов привел к переводу на арабский язык многих крупных научных трудов Галена, Птолемея, Аристотеля, Евклида, Архимеда и Аполлония . Благодаря этим переводам ранее утерянные знания о космосе теперь использовались для развития современных астрологических мыслителей. Вторым ключевым фактором развития астрономии стали религиозные обряды, соблюдаемые мусульманами, которые требовали от них молиться в определенное время в течение дня. Эти наблюдения в хронометрии привели ко многим вопросам в предыдущей греческой математической астрономии, особенно в их хронометрии. Почти во всех крупных городах исламских государств существовали обсерватории. В 1259 г. ат-Туси (1201—1274 гг.) основал крупнейшую в то время в мире Марагинскую обсерваторию близ Тебриза. Исламские учёные Шараф ад-Дин Ат-Туси (1135—1213 гг.), Насир ад-Дин Ат-Туси и Ибн аш-Шатир (1306—1375 гг.) впервые высказались о возможности вращения Земли вокруг своей оси. Мусульмане усовершенствовали инструмент для определения месторасположения звёзд и измерения расстояния между ними (астролябию). В IX—X вв. братья Муса произвели вычисления длины земной окружности.
Около 964 года нашей эры персидский астроном Абд ар-Рахман ас-Суфи в своей «Книге неподвижных звезд» описал «туманное пятно» в созвездии Андромеды, что стало первым достоверным упоминанием того, что сейчас известно как галактика Андромеды, ближайшая к Млечному Пути спиральная галактика .
Астролябия была греческим изобретением, сыгравшим важную роль в арабской астрономии. Астролябия — это портативная двухмерная модель неба, которая может решать задачи сферической астрономии. Он состоит из линий высоты и азимута с индексом, горизонтом, часовым кругом, зенитом, Rete, звездным указателем и экватором, чтобы точно показывать, где находятся звезды в данный момент. Использование астролябии лучше всего выражено в трактате Аль-Фергани об астролябии, где он использует математический подход к применению инструмента в астрологии, астрономии и хронометрии. Самая ранняя известная сегодня астролябия относится к исламскому периоду. Он был сделан Настулусом в 927-28 годах нашей эры и теперь является сокровищем Национального музея Кувейта .
Хорезмийский учёный аль-Бируни (973—1048 гг.) доказал, что Земля вращается вокруг своей оси и вокруг Солнца. Проводя исследования близ индийского города Нандана, он смог вычислить площадь поверхности Земли. Примененный при этом метод именуется в Европе «правилом Бируни».
Среднеазиатский учёный аль-Фергани (798— не ранее 861 гг.) открыл существование пятен на Солнце, а его труды в области астрономии на протяжении 700 лет использовались в Европе в качестве учебного пособия. Он стал первым учёным, который вычислил точное значение кривизны эклиптики.
Среднеазиатский учёный Улугбек (1394—1449 гг.) в своей обсерватории, главным инструментом которой был стенной квадрант с радиусом 40 метров и с рабочей частью от 20° до 80°, чему не было равных в мире, к 1437 г. составил Гурганский зидж — каталог звёздного неба, в котором были описаны 1018 звёзд. Там же была определена длина звёздного года: 365 дней, 6 часов, 10 минут, 8 секунд (с погрешностью + 58 секунд) и наклон оси Земли: 23,52 градусов (наиболее точное измерение).[нейтральность?][когда?]

Главным научным трудом Улугбека по праву считаются «Зиджи джадиди Гурагани» или «Новые Гурагановы астрономические таблицы». Автор завершил это произведение в 1444 г. после тридцати лет кропотливой работы и астрономических наблюдений. Астрономический справочник вскоре был переведен на латинский язык и наряду с «Альмагестом» Клавдия Птолемея и астрономическими таблицами кастильского короля Альфонса X (1221—1284 гг.) являлся пособием по астрономии во всех обсерваториях Европы.
Точность этих таблиц превосходила всё достигнутое ранее на Востоке и в Европе. Лишь в XVI в. Тихо Браге (1546—1601 гг.) удалось добиться сравнимой с самаркандскими наблюдениями точности, а затем и превзойти её. Неудивительно, что «Зидж Улугбека» постоянно привлекал к себе внимание астрономов, как на Востоке, так и в Европе.
Вычисления солнечного года Беттани почти полностью совпадают с современными (с погрешностью всего в 24 секунды).
Геоцентрическая система, разработанная Птолемеем, поместила Солнце, Луну и другие планеты на орбиты вокруг Земли. Птолемей считал, что планеты движутся по окружностям, называемым эпициклами, а их центры перемещаются по деферентам . Деференты были эксцентричными, а угловое движение планеты было равномерным вокруг экванта, который был точкой, противоположной центру деферента. Проще говоря, модели Птолемея представляли собой математическую систему для прогнозирования положений планет. Одним из первых, кто критиковал эту модель, был Ибн аль-Хайсам, выдающийся физик XI века в Каире.

#### Астроном Ат-Туси и Пара Туси
Затем в XIII веке Насир ад-Дин Туси построил обсерваторию Марага на территории современного Ирана. Ат-Туси посчитал эквант неудовлетворительным и заменил его, добавив геометрическую технику, называемую парой Туси, которая генерирует линейное движение из суммы двух круговых движений.
Пара Туси была предложена в 1247 году персидским астрономом и математиком Насир ад-Дином ат-Туси как объяснение широтного движения низших планет, и позднее использовалась в качестве замены эквант.
Это одно из нескольких позднеисламских астрономических устройств, которые схожи с моделями в главной работе Коперника О вращениях небесных сфер, включая его модель Меркурия и теорию трепидации — он использовал эту конструкцию для разложения (кажущихся) линейных колебательных движений Земли и других планет на две круговые траектории. Историки подозревают, что Коперник прямо или косвенно имел доступ к арабскому астрономическому первоисточнику. Например, учёный и путешественник XVI века Гийом Постель, который привёз работы ат-Туси и написал к ним комментарии, был предложен в качестве одного из возможных посредников. Примечательно, что в работах Коперника точки были названы фонетически аналогично названиям в работах ат-Туси.
Принцип Пара Туси лежал в основе устройства скоропечатных машин фирмы «Кёниг и Бауэр».
Джеймс Уайт в 1801 году получил медаль от Наполеона Бонапарта за паровую машину, использующую гипоциклоидное прямолинейное движение. По проекту Уайта было построено несколько машин, но экономический успех не был достигнут.
Мэтью Мюррей разработал гипоциклоидную паровую машину в 1802 году.
В технических применениях этот механизм также известен как гипоциклоидная прямолинейная передача.
В коллекции механизмов Франца Рело находятся две модели гипоциклоидных прямолинейных передач.
Арабский астроном Ибн аль-Шатир, работавший в Дамаске в 1350 году нашей эры, применил пару Туси для успешного устранения экванта, а также других нежелательных кругов, которые использовал Птолемей. Эта новая модель правильно выровняла небесные сферы и была математически обоснована. Эта разработка Ибн аль-Шатира, а также астрономов Мараги осталась относительно неизвестной в средневековой Европе.
Названия некоторых используемых звезд, включая Бетельгейзе, Ригель, Вегу, Альдебаран и Фомальгаут, имеют арабское происхождение или являются переводами греческих описаний Птолемея, которые используются и по сей день.

### Оптика и офтальмология
В этот период оптика бурно развивалась. К 9 веку появились труды по физиологической, геометрической и физической оптике. В число затронутых тем входило зеркальное отражение.
- Аббас ибн Фирнас (810—887) разработал линзы для увеличения и улучшения зрения.
- Ибн Сахл (ок. 940—1000) открыл закон преломления, известный как закон Снеллиуса. Он использовал этот закон для создания первых асферических линз, которые фокусировали свет без геометрических аберраций[149][150][151][152].
- В XI веке Ибн аль-Хайсам (Альхазен, 965—1040) отверг греческие идеи о зрении, будь то аристотелевская традиция, согласно которой форма воспринимаемого объекта проникает в глаз (но не его материя), или традицию Евклида и Птолемея, которые считали, что глаз испускает луч. Аль-Хайсам в своей «Книге оптики» предположил, что зрение осуществляется посредством световых лучей, образующих конус с вершиной в центре глаза. Он предположил, что свет отражается от разных поверхностей в разных направлениях, из-за чего объекты выглядят по-разному.[149][150][151][152] Он далее утверждал, что математика отражения и преломления должна соответствовать анатомии глаза. Он также был одним из первых сторонников научного метода, концепции, согласно которой гипотеза должна быть доказана экспериментами, основанными на подтверждаемых процедурах или математических доказательствах, за пять столетий до учёных эпохи Возрождения .[153][154][155][156]

### География
- Аль-Бируни (973—1050) оценил радиус Земли в 6339,6 км (современное значение около 6371) км), лучшая оценка на тот момент[157].
- В девятом разделе своей книги «Китаб аль-харакат ас-самавия ва джавами ильм ан-нуджум» («Книга о небесных движениях и свод науки о звёздах») известный средневековый географ аль-Фергани описывает семь климатов Земли.
- В одном из трудов аль-Баттани (858—928 гг.) содержится перечень координат 273 географических объектов. В шестой главе этой книги даётся описание земли в целом, причём особенно подробно характеризуются моря, в том числе Чёрное, Азовское, Каспийское.
- Персидский учёный Ибн Сарафийюн, называвший себя Сухраб («беднейший из людей») в начале XX в. написал труд «Китаб ’аджа’иб аль-акалим ас-саб’а» («Книга об удивительных семи климатах»), состоящую из таблиц, в которых были приведены названия городов, морей, островов, гор, озёр, рек и их источников, распределённые по климатическим особенностям и снабжённые цифровыми данными — долготой и широтой.
- Знаменитый арабский путешественник Мухаммад Ибн Баттута объехал все страны исламского мира — от Булгара до Момбасы, от Тимбукту до Китая. Всего Ибн Баттута по некоторым данным преодолел 120 700 км, что не под силу даже многим современным исследователям[значимость факта?].

### Картография
Распространение ислама в Западной Азии и Северной Африке способствовало беспрецедентному росту торговли и путешествий по суше и морю вплоть до Юго-Восточной Азии, Китая, большей части Африки, Скандинавии и даже Исландии. Географы работали над составлением все более точных карт известного мира, основываясь на многих существующих, но фрагментарных источниках. Абу Зайд аль-Балхи (850—934), основатель школы картографии Балхи в Багдаде, написал атлас под названием «Цифры регионов» (Сувар аль-акалим). Аль-Бируни (973—1048) измерил радиус Земли новым методом. Он включал наблюдение за высотой горы в Нандане (ныне в Пакистане). Аль-Идриси (1100—1166) нарисовал карту мира для Роджера, нормандского короля Сицилии (правил в 1105—1154 годах). Он также написал « Tabula Rogeriana» («Книгу Роджера»), географическое исследование народов, климата, ресурсов и отраслей промышленности всего мира, известного в то время. Османский адмирал Пири Рейс (ок. 1470—1553) составил карту Нового Света и Западной Африки в 1513 году. Он использовал карты Греции, Португалии, мусульманских источников и, возможно, карту, составленную Христофором Колумбом . Он представлял собой часть важной традиции османской картографии.

### Математика
Мусульманские учёные первыми систематизировали алгебру и составили её в организованной научной манере. Заложили основы алгебраической геометрии и криптографии. Разработали точные методы в геометрии, использовав их для астрономических и инженерных задач. Значительно развили тригонометрию, превратив её из вспомогательного инструмента астрономии в самостоятельную науку. Совершили ряд фундаментальных открытий в комбинаторике и теории чисел.

#### Арифметика
Аль-Караджи также использует в своих доказательствах форму математической индукции, хотя и не даёт строгого изложения принципа. Он доказывает случай для {\displaystyle n=1}, затем для {\displaystyle n=2}, основываясь на результате для {\displaystyle n=1}, и так далее, доходит до {\displaystyle n=5}, замечая, что этот процесс можно продолжать бесконечно. Хотя это ещё не полноценная математическая индукция, такой подход является важным шагом к пониманию индуктивных доказательств.
Аль-Караджи использует такую индукцию для биномиальной теоремы, биномиальных коэффициентов и треугольника Паскаля.
{\displaystyle (a+b)^{n}=\sum _{k=0}^{n}{n \choose k}a^{k}b^{n-k}}
Также с помощью неявной математической индукции он предоставил доказательство выражения {\displaystyle \sum i^{3}=(\sum i)^{2}}.
Кроме того, аль-Караджи доказал формулу суммы ряда из натуральных чисел {\displaystyle \sum _{i=1}^{n}i={\frac {n(n+1)}{2}}}.
Вторая часть работы содержит 254 задачи на определённые и неопределённые уравнения. Некоторые из этих задач были повторно использованы Леонардо Фибоначчи, Леонардо да Винчи и Джероламо Кардано без указания автора.
В «Книге о нахождении скрытых вод» аль-Караджи описывает методы рытья акведуков, основываясь на собственном опыте и трудах предшественников. Точная дата написания неизвестна, но считается, что книга была создана после возвращения автора из Багдада в Джибаль, около 1010 года. Несмотря на научную ценность, книга была забыта, так как её читатели зачастую не обладали достаточным для этой работы уровнем научных знаний.
В труде автор упоминает о шарообразности Земли, а также концепции, схожие с законом гравитации и законами равновесия и движения, которые позднее развили Галилео Галилей, Иоганн Кеплер и Исаак Ньютон. Аль-Караджи рассматривает сферическую форму как условие достижения равновесия. Он полагает, что любое отклонение от этой формы вызывает движение, которое всегда направлено к центру и стремится восстановить сферичность. Поэтому он считает горы и неровности земной поверхности факторами, нарушающими равновесие движения Земли.

Земля имеет сферическую форму, несмотря на наличие гор, равнин, низменностей и возвышенностей. <…> Тяжелые объекты, такие как почва и вода, стремятся к центру Земли, причем чем тяжелее объект, тем сильнее его притяжение к этому центру. Это же правило действует и в отношении зданий и сооружений: находясь выше поверхности земли, они со временем разрушаются. Их разрушение — следствие центростремительного движения и шарообразности Земли.Оригинальный текст (англ.){{{2}}}— Аль-Караджи. «Книга о нахождении скрытых вод»
Впервые была опубликована в 1941 году на арабском языке в Исламском университете Хайдарабада. До этого существовало три рукописи, а в 1966 году появился перевод на персидский язык. Историк математики Франц Вёпке высоко оценил Аль-Караджи как «первого, кто ввёл теорию алгебраического исчисления».

#### Статистика
Самое раннее использование статистического вывода было дано Аль-Кинди (ок. 801—873, также известным как «Алкиндус» в Европе) в работе «Рисала фи Истихрадж аль-Муамма» ("Рукопись о расшифровке криптографических сообщений "), которая содержит первое описание метода частотного анализа .

#### Математический анализ
Ибн аль-Хайсам (Альхазен) открыл формулу суммы для четвертой степени, используя метод, который можно было бы использовать для определения суммы любой целой степени. Он использовал это, чтобы найти объем параболоида . Он мог найти интегральную формулу для любого многочлена, не выводя общей формулы.

#### Тригонометрия
Ибн Муаз аль-Джайяни — один из нескольких исламских математиков, которым приписывают открытие закона синусов; в XI веке он написал " Книгу неизвестных дуг сферы ". Эта формула связывает длины сторон любого треугольника, а не только прямоугольного, с синусами его углов.
Треугольник, обозначенный компонентами теоремы синусов. Заглавные буквы A, B и C обозначают углы, а строчные a, b, c — противолежащие им стороны. (a напротив A и т. д.)
Согласно теореме синусов: {\displaystyle {\frac {\sin A}{a}}\,=\,{\frac {\sin B}{b}}\,=\,{\frac {\sin C}{c}}.} где a, b и c — длины сторон треугольника, а A, B и C — противолежащие углы (см. рисунок).

#### Алгебра
Хорезмийский математик аль-Хорезми (Алгоритмус) сыграл значительную роль в развитии алгебры, арифметики и индо-арабских цифр . Его называют отцом или основателем алгебры .
Египетский математик Абу Камил Шуджа аль-Масри (850—930) расширил алгебру на множество иррациональных чисел, принимая квадратные корни и корни четвёртой степени в качестве решений и коэффициентов уравнений. Также он разработал методы, используемые для решения системы из трёх нелинейных уравнений с тремя неизвестными. Одной из уникальных черт его работ была попытка найти все возможные решения некоторых из его задач, включая одну, в которой он нашёл 2676 решений. По словам Джона Леннарта Берггрена, одной из самых интересных задач, которая демонстрирует его «виртуозное» владение алгеброй, является система нелинейных уравнений с тремя неизвестными:
{\displaystyle {\begin{cases}10=x+y+z\\z^{2}=x^{2}+y^{2}\\xz=y^{2}\end{cases}}}
Он подробно описал шаги расчёта и нашёл одно из решений данной системы. Его Алгебра, задуманная как комментарий к труду аль-Хорезми, содержит многочисленные достижения в алгебраических преобразованиях. Среди прочего, он показал правила умножения выражений, содержащих неизвестное, и правила вычисления корней, например: {\displaystyle {\sqrt {a}}\cdot {\sqrt {b}}={\sqrt {a\cdot b}}}. Он провёл тщательные доказательства для элементарных преобразований, таких как {\displaystyle ax\cdot bx=ab\cdot x^{2}}. Его работы стали важным фундаментом для развития алгебры и оказали влияние на последующих математиков.
Другому персидскому математику, Омару Хайяму, приписывают разработку основ аналитической геометрии . Омар Хайям нашел общее геометрическое решение кубического уравнения . Его книга «Трактат о доказательствах задач алгебры» (1070), которая стала значительным шагом в развитии алгебры, является частью корпуса персидской математики, которая в конечном итоге была передана в Европу.
Омар Хайям (1048—1131) изложил оригинальные методы решения кубических уравнений в своём сочинении «О доказательствах задач алгебры и аль-мукабалы». До Хайяма был уже известен геометрический метод, восходящий к Менехму и развитый Архимедом и Ибн аль-Хайсамом: неизвестное строилось как точка пересечения двух подходящих конических сечений. Хайям привёл обоснование этого метода, классификацию типов уравнений, алгоритм выбора типа конического сечения, оценку числа положительных корней и их величины.
Хайям утверждал, что греки не оставили ничего в теории кубических уравнений. Как он пишет, вклад более ранних авторов, таких как Мухаммад аль-Махани и Абу Джафар аль-Хазин, заключался в переводе геометрических задач в алгебраические уравнения — что, по сути, было невозможно до работы аль-Хорезми. Арабский эклектизм способствовал сближению числовой и геометрической алгебры, а Омар Хайям продвинулся в этом направлении задолго до Декарта.
В своей книге он дал первое дошедшее до нас определение алгебры как науки. Другим достижением Хайяма стало его открытие того, что кубическое уравнение может иметь более одного решения. Он показал, что существуют уравнения с двумя решениями, однако не привёл случаев, когда уравнение может иметь три вещественных корня. До формул Кардано Хайяму дойти не удалось, но он высказал надежду, что явное решение будет найдено в будущем.
Еврейский мусульманский математик Самауал (1130—1180) первым определил {\displaystyle x^{0}=1} и дал правило произведения любых двух одночленов целых степеней. Это позволило ему разработать эффективную процедуру, с помощью которой можно было выполнить любое деление многочленов. Например, он рассчитал:
{\displaystyle {\frac {20x^{6}+2x^{5}+58x^{4}+75x^{3}+125x^{2}+96x+94+140x^{-1}+50x^{-2}+90x^{-3}+20x^{-4}}{2x^{3}+5x+5+10x^{-1}}}}
Он развил алгебраические методы в своей работе «al-Bahir fi’l-jabr» («Сияние алгебры»), которая также содержит информацию о ныне утерянных работах аль-Караджи (например, его введение в «треугольник Паскаля»). Там он изучал кольца многочленов, описал их арифметику, в том числе с отрицательными показателями, и дал методы нахождения их корней (схема Горнера). Он завершил работу аль-Караджи, добавив определения {\displaystyle x^{0}=1} и {\displaystyle x^{-n}=1/x^{n}} для вывода формулы {\displaystyle x^{n}x^{m}=x^{n+m}} для всех целых {\displaystyle n} и {\displaystyle m}.
Он первым точно описал процесс арифметизации алгебры, утверждая, что он предполагает использование всех арифметических операций для работы с неизвестными так же, как это делается с известными величинами.
Самауал также описал решение неопределённых уравнений, таких как:
- нахождение {\displaystyle x}, чтобы {\displaystyle ax^{n}} было квадратом;
- нахождение {\displaystyle x}, чтобы {\displaystyle ax^{n}+bx^{n-1}} было квадратом.

Он также описал арифметику для отрицательных величин, включая правила умножения:
Умножение отрицательного числа — al-nāqiṣ (убыток) — на положительное число — al-zāʾid (прибыль) — отрицательно, а на отрицательное число — положительно. Если мы вычитаем отрицательное число из большего отрицательного числа, остаток будет их отрицательной разностью. Разность останется положительной, если мы вычтем отрицательное число из меньшего отрицательного числа. Если мы вычтем отрицательное число из положительного числа, остаток будет их положительной суммой.Ибн Яхья аль-Магриби аль-Самуал
Одним из самых значительных его достижений является использование ранней формы математической индукции. Он не был первым, кто использовал подобное рекурсивное рассуждение; ранее это также делал аль-Караджи. Доказательство, которым он гордился больше всего и которое не встречается в более ранних текстах, было доказательство формулы:{\displaystyle 1^{2}+2^{2}+3^{2}+\ldots +n^{2}={\frac {1}{6}}n(n+1)(2n+1)}Его также порадовал успех в рационализации выражения {\displaystyle {\sqrt {30}}+{\sqrt {5}}+{\sqrt {6}}}, поскольку аль-Караджи в этом преуспеть не смог.
Аль-Самауал развил идеи своих предшественников до такого уровня, которого европейские математики достигли лишь много веков спустя.
Шараф ад-Дин Музаффар ат-Туси (1135—1213) в своей работе «Трактат об уравнениях» говорит о восьми типах кубических уравнений с положительными решениями и о пяти типах, не имеющих положительных решений. Он использовал подход, который позднее стал известен как метод «Руффини — Горнера» для численной аппроксимации корня кубического уравнения. Также он разработал концепцию производной функции и экстремумов кривой для решения кубических уравнений, которые могут не иметь положительных значений. Шараф ад-Дин понял важность дискриминанта кубического уравнения для нахождения алгебраического решения некоторых специальных видов кубических уравнений.
Также он предложил идею функций, хотя и не совсем в явном виде. Он заметил, что наличие решения у кубического уравнения вида {\displaystyle x^{2}(b-x)=d} зависит от того, достигает ли выражение слева значения {\displaystyle d}. Для определения этого он доказал, что максимум данной функции достигается в при {\displaystyle x=2b/3}. Таким образом, он смог утверждать, что если это значение меньше {\displaystyle d}, то у уравнения нет положительных решений; если оно равно {\displaystyle d}, то существует одно решение при {\displaystyle x=2b/3}; а если оно больше {\displaystyle d}, то существует два решения: одно в интервале от {\displaystyle 0} до {\displaystyle 2b/3} и другое — между {\displaystyle 2b/3} и {\displaystyle b}.
Он нашел алгебраические и численные решения различных случаев кубических уравнений и также разработал концепцию функции .

#### Геометрия
Исламское искусство использует геометрические узоры и симметрию во многих своих формах, особенно в мозаике гирих . Они образованы с использованием набора из пяти форм плиток, а именно правильного десятиугольника, вытянутого шестиугольника, галстука-бабочки, ромба и правильного пятиугольника . Все стороны этих плиток имеют одинаковую длину, а все их углы кратны 36° (π/5 радиан), что обеспечивает пятикратную и десятикратную симметрию. Плитки украшены переплетающимися линиями (гирих), которые обычно более заметны, чем границы плиток. В 2007 году физики Питер Лу и Пол Стейнхардт утверждали, что гирих 15-го века напоминает квазикристаллические мозаики Пенроуза . Изысканная геометрическая мозаика зулляйдж является отличительным элементом марокканской архитектуры . Своды Мукарнаса трехмерны, но были спроектированы в двух измерениях с использованием чертежей геометрических ячеек. Оценка числа Пи Джамшидом аль-Каши не была превзойдена в течение 180 лет.
Известные математики и их исследования:
- Аль-Хорезми (VIII—IX вв.) сыграл важную роль в принятии индо-арабской системы счисления и развитии алгебры, ввёл методы упрощения уравнений и использовал евклидову геометрию в своих доказательствах. Он был первым, кто рассматривал алгебру как самостоятельную дисциплину в её собственном праве[204] и представил первое систематическое решение линейных и квадратных уравнений.
- Аль-Кинди (801—873) работал над криптографией для Аббасидской империи и дал первое известное письменное объяснение криптоанализа и первое описание метода частотного анализа[6][7].
- Авиценна (ок. 980—1037) внёс вклад в математические методы, такие как выбрасывание девяток[71].
- Сабит ибн Курра (835—901) вычислил решение шахматной задачи, включающей экспоненциальный ряд[71].
- Аль-Фараби (ок. 870—950) попытался геометрически описать повторяющиеся узоры, популярные в исламских декоративных мотивах, в своей книге «Духовные ремесла и природные секреты в деталях геометрических фигур» [71].
- Омар Хайям (1048—1131), известный на Западе как поэт, рассчитал продолжительность года с точностью до 5 знаков после запятой и нашёл геометрические решения всех 13 форм кубических уравнений, разработав некоторые квадратные уравнения, которые используются до сих пор[71].
- Джамшиду аль-Каши (ок. 1380—1429) приписывают несколько теорем тригонометрии, включая закон косинусов, также известный как теорема аль-Каши. Ему приписывают изобретение десятичных дробей и метода вычисления корней , подобного методу Горнера . Он правильно вычислил число π с точностью до 17 значащих цифр[71].

#### Достижения мусульманских математиков
- Проблема Альхазена: теорема аль-Хайсама, решенная Петром Нейманом только в 1997 году.
- Арабские цифры: Современные символы арабских цифр появились в исламской Северной Африке в 10 веке. Отличительный западноарабский вариант восточных арабских цифр начал появляться примерно в 10 веке в Магрибе и Аль-Андалусе (иногда их называют цифрами губар, хотя этот термин не всегда принят), которые являются прямым предком современных арабских цифр, используемых во всем мире.[20]
- Интеграл Коши-Римана: Ибн аль-Хайтам дал его простую форму[10]
- Десятичные дроби: Десятичные дроби были впервые использованы аль-Уклидиси в 10 веке.[25][205]
- Переход от раздельных древнегреческих понятий «числа» и «величины» к вещественным числам.
- Биномиальная теорема(Бином Ньютона): Первую формулировку биномиальной теоремы и таблицу биномиальных коэффициентов можно найти в работе Аль-Караджи, цитируемой Самавалем в его «Аль-Бахире».[6][10][11]
- Открытие треугольника Паскаля (за 600 лет до Паскаля), ранние работы по комбинаторике.
- Открытие связи пятого постулата Евклида со многими геометрическими теоремами.
- Разработка численных методов: извлечение корней, суммирование рядов, решение линейных, квадратных и кубических уравнений.
- Выделение алгебры в отдельную дисциплину. Методы для преобразования числовых и геометрических задач в уравнения в нормальной форме.
- Выделение тригонометрии в отдельную дисциплину, её систематизация и расширение — как плоской, так и сферической, составление точных таблиц.

### Биология
- Ибн аль-Байтар (Ибн Байтар) (1190—1248 гг.) в своей книге дал описание около 1400 лекарственных растений и трав. Его труд считался[когда?]

 основным научным источником в этой области.
- Фараби написал сочинения по биологии и зоологии: «Об органах животных» и «Об органах человека»[206].
- Что касается сердечно-сосудистой системы, Ибн ан-Нафис в своем «Комментарии к анатомии в Каноне Авиценны» был первым известным ученым, который опроверг утверждение школы Галена о том, что кровь может проходить между желудочками сердца через сердечную межжелудочковую перегородку, которая их разделяет, заявив, что в этой точке нет прохода между желудочками[207]. Вместо этого он справедливо утверждал, что вся кровь, достигшая левого желудочка, сделала это после прохождения через легкие[207].
- Он также утверждал, что между легочной артерией и легочной веной должны быть небольшие сообщения, или поры, — предсказание, которое опередило открытие легочных капилляров Марчелло Мальпиги на 400 лет. Комментарий был вновь обнаружен в двадцатом веке в Прусской государственной библиотеке в Берлине; неясно, повлиял ли его взгляд на легочное кровообращение на таких ученых, как Михал Сервет[207].
- Современные комментаторы сравнивают средневековые описания «борьбы за существование» в животном мире с теорией эволюции . Так, в своем обзоре истории идей, которые привели к теории естественного отбора, Конвей Зиркле отметил, что аль-Джахиз был одним из тех, кто обсуждал «борьбу за существование» в своей «Китаб аль-Хаяван» («Книга о животных»), написанной в IX веке.[208] В 1377 году Ибн Халдун в своем труде «Мукаддима» заявил: « Царство животных развивалось, его виды размножались, и в постепенном процессе Творения оно завершилось появлением человека и возникновением мира обезьян».[209]
- В области генетики Аль-Захрави был первым врачом, который определил наследственную природу гемофилии[40].

### Зоология
Многие классические труды, включая труды Аристотеля, в Средние века были переведены с греческого на сирийский, затем на арабский, а затем на латынь. Зоология Аристотеля оставалась доминирующей в своей области на протяжении двух тысяч лет. « Китаб аль-Хаяван» (كتاب الحيوان, англ. «Книга о животных») — арабский перевод IX века «Истории животных» : 1-10, «О частях животных» : 11-14, и «Происхождения животных» : 15-19.
Эту книгу упоминал Аль-Кинди (умер в 850 г.) и комментировал Авиценна (Ибн Сина) в своей «Книге исцеления». Авемпас (Ибн Баджа) и Аверроэс (Ибн Рушд) комментировали и критиковали труды «О частях животных» и «О происхождении животных».

### Медицина
Самые высокие достижения мусульманских учёных можно отметить в медицине. Именно в Арабском халифате впервые были построены больницы, госпитали, возникли первые медицинские институты. Мусульманские врачи в течение многих столетий были на передовых рубежах науки в области исследования глазных болезней. Первая больница в Халифате была создана в 707 г. во время правления омейядского халифа аль-Валида ибн Абдул-Малика. Затраты на содержание этой больницы и обеспечение больных продуктами питания брало на себя государство. Во избежание бегства прокажённых больных, им объявлялся арест.
Для исламских ученых индийские и греческие врачи и исследователи медицины Сушрута, Гален, Манках, Атрея, Гиппократ, Чарака и Агнивеша были выдающимися авторитетами. Чтобы сделать индийскую и греческую традицию более доступной, понятной и обучаемой, исламские ученые упорядочили и систематизировали обширные индийские и греко-римские медицинские знания, написав энциклопедии и резюме. Иногда критиковались ученые прошлого, как, например, Разес, который критиковал и опровергал почитаемые теории Галена, в частности, теорию жидкостей, и поэтому был обвинен в невежестве. Именно благодаря арабским переводам XII века средневековая Европа заново открыла для себя греческую медицину, включая труды Галена и Гиппократа, а также открыла для себя древнеиндийскую медицину, включая труды Сушруты и Чараки . Такие труды, как «Канон врачебной науки» Авиценны, были переведены на латынь и распространены по всей Европе. Только в XV и XVI веках «Канон врачебной науки» был издан более тридцати пяти раз. Он использовался в качестве стандартного медицинского учебника в Европе в течение XVIII века. Доминирующей теорией того времени был гуморизм, согласно которому существовало четыре отдельных «гумора» (жидкие субстанции, включая кровь, мокроту, желтую желчь и темную желчь), баланс которых считался ключом к здоровью и естественной температуре тела. В книге «Аль Шакук аля Джалинос» или «Сомнение в Галене» ар-Рази подверг критике некоторые теории Галена, в частности юморизм, заявив, что они не согласуются с его собственными клиническими наблюдениями. Арабский врач Ибн Зухр представил доказательства того, что чесотку вызывает чесоточный клещ и что ее можно вылечить, удалив паразита без необходимости очищения, кровопускания или других методов лечения, предусмотренных гуморизмом, тем самым порвав с гуморизмом Галена.
В хирургии арабского врача десятого века Аль-Захрави иногда называют «отцом хирургии». Он описывает то, что считается первой попыткой редукционной маммопластики для лечения гинекомастии и первой мастэктомией для лечения рака груди . Ему приписывают проведение первой тиреоидэктомии . Он написал три учебника по хирургии, в том числе «Руководство практикующих врачей», которое содержит каталог из 278 инструментов, используемых в хирургии
В 13 веке Ибн аль-Куфф был врачом и хирургом, опубликовавшим множество книг, комментариев и трактатов по хирургии. Наиболее примечательным является его труд «Основы хирургического искусства» — общее медицинское руководство, охватывающее анатомию, лекарственную терапию и хирургическую помощь, которое стало самым большим арабским текстом по хирургии за весь средневековый период.
В акушерстве и гинекологии Аль-Захрави был первым врачом, описавшим внематочную беременность.
- По предположению некоторых[каких?] исследователей Абу Бакр Мухаммад ар-Рази (865—925 гг.) стал первым врачом, описавшим ответный рефлекс зрачка и первым выделившим и описавшим такие заболевания, как ветряная оспа и лихорадка.
- Знаменитому учёному Ибн Сине (980—1037 гг.), известному на Западе как Авиценна, принадлежит заслуга в открытии заразных заболеваний, анестезии, связи психологического и физического состояний и многих других областей медицины. Его книга «Канон врачебной науки» с XII по XVII вв. использовалась в качестве учебника в лучших медицинских институтах Европы.
- Андалузский врач Абуль-Касим аль-Захрави (936—1013 гг.), известный как Альбукасис, был первым хирургом, внедрившим в повседневную практику швы из кетгута (овечьих кишок). Среди его изобретений есть ряд сложных хирургических инструментов, в том числе скальпели, шприцы, щипцы и хирургические иглы. В своём труде «ат-Тасриф» он проиллюстрировал и описал хирургические инструменты и процедуры хирургических операций, производимые с их помощью. В 1-й и 2-й лекциях, переведённых на латинский язык как «Liber Thoricae», он классифицировал 325 болезней и объяснил их симптоматику и лечение. Книга включает в себя тему зубоврачевания, офтальмологические болезни, болезни уха, носа и горла, болезни головы и шеи, акушерство, гинекологию, урологию и другие области хирургии.
- Аммар аль-Мавсили (X в.) изобрёл полую иглу для удаления катаракты методом отсоса. Игла вводилась через лимб, где роговица соединена с коньюктивой.
- Али ибн Иса аль-Каххал (XI в.) написал научный труд «Тазкира», содержащий описание 130 заболеваний глаз. Эта книга столетиями оставалась самым авторитетным изданием по офтальмологии примерно до середины XIX в.
- Али ибн Аббас (ум. в 994 г.) провёл хирургическую операцию по онкологии. Написанная им медицинская энциклопедия «Китабуль-Маликий» не потеряла своей актуальности и сегодня.

#### Достижения мусульманских медиков
- Наследование гемофилии: Впервые предложено Абу Аль-Захрави, который первым зафиксировал и предположил, что гемофилия является наследственным заболеванием.[41]
- Анестезирующая губка: изобретена аль-Захрави и Ибн Зухром. Использовали губку, пропитанную наркотическими средствами, и прикладывали ее к лицу пациента.[220] Эти мусульманские врачи были первыми, кто использовал анестезирующую губку.[221]
- Литотрит: улучшенная версия, изобретенная Аль-Захрави .[222]
- Хирургия мигрени: впервые проведена аль-Захрави (936—1013).
- Ранний метод Кохера и позиция Вальтера: в «Китаб аль-Тасриф» Аль-Захрави описывается как то, что позже стало известно как «метод Кохера» для лечения вывиха плеча, так и «позиция Вальтера» в акушерстве .
- Лечение бородавок: аль-Захрави впервые описал его.[223]
- Лечение гидроцефалии: впервые проведено Аль-Захрави .[224]
- Хиазм зрительного нерва: пересечение нервных волокон и его влияние на зрение, впервые было четко определено персидским врачом «Эсмаилом Джоржани», который, по-видимому, был Зейн ад-Дином Горгани (1042—1137).[225] Хиазм зрительного нерва был впервые описан Ибн аль-Хайтамом в начале 11 века[226]

### Больницы (бимаристаны)
Самая ранняя известная исламская больница была построена в 805 году в Багдаде по приказу Харуна ар-Рашида, а самая важная из больниц Багдада была основана в 982 году правителем Буидов Адудом ад-Даулой . Наиболее хорошо документированными ранними исламскими больницами являются крупные сиро-египетские учреждения XII и XIII веков. К X веку в Багдаде было еще пять больниц, в то время как в Дамаске к XV веку их было шесть, а в одной только Кордове было 50 крупных больниц, многие из которых предназначались исключительно для военных.
Типичная больница была разделена на отделения, такие как системные заболевания, хирургия и ортопедия, а в более крупных больницах имелось более разнообразное специализация. «Системные заболевания» были приблизительным эквивалентом сегодняшней внутренней медицины и дополнительно подразделялись на такие разделы, как лихорадка, инфекции и проблемы с пищеварением. В каждом отделе имелся ответственный сотрудник, председатель и курирующий специалист. В больницах также имелись лекционные залы и библиотеки. В штат больниц входили санитарные инспекторы, которые следили за чистотой, а также бухгалтеры и другой административный персонал. Больницы обычно управлялись советом из трех человек, в который входил администратор, не являющийся врачом, главный фармацевт, называемый шейхом сайдалани, который был равен по рангу главному врачу, который выполнял функции мутвалли (декана). Медицинские учреждения традиционно закрывались на ночь, но к X веку были приняты законы, согласно которым больницы должны были работать круглосуточно.
Больницам было запрещено законом отказывать пациентам, которые не могли заплатить. В конце концов, были созданы благотворительные фонды, называемые вакфами, для поддержки больниц и школ. Часть государственного бюджета также пошла на содержание больниц. Хотя услуги больницы были бесплатными для всех граждан, а пациентам иногда выдавали небольшую стипендию для поддержки выздоровления после выписки, отдельные врачи иногда взимали плату. В качестве примечательного пожертвования Кипчакский Бахритский император Египта XIII века Калаун постановил основать больницу Калаун, в которой должны были быть мечеть и часовня, отдельные палаты для разных болезней, библиотека для врачей и аптека, а больница в настоящее время используется для офтальмологии . Больница Калаун располагалась в бывшем дворце Фатимидов, в котором могли разместиться 8000 человек - «ежедневно она обслуживала 4000 пациентов».

Вакф заявил:
… Больница (бимаристан) должна содержать всех пациентов, мужчин и женщин, до их полного выздоровления. Все расходы несет больница, независимо от того, приезжают ли люди издалека или из близлежащих мест, являются ли они местными жителями или иностранцами, сильными или слабыми, низкими или высокими, богатыми или бедными, работающими или безработными, слепыми или зрячими, физически или психически больными, образованными или неграмотными. Нет никаких условий рассмотрения и оплаты, нет никаких возражений или даже косвенного намека на неуплату.

### Фармокология
Достижения в области ботаники и химии в исламском мире способствовали развитию фармакологии. Мухаммад ибн Закария Рази (Разес) (865—915) пропагандировал медицинское использование химических соединений. Абу аль-Касим аль-Захрави (Абулкасис) (936—1013) был пионером в приготовлении лекарств методом сублимации и дистилляции . Его Liber servitoris содержит инструкции по приготовлению «простых веществ», из которых затем изготавливались сложные лекарства.
Сабур ибн Сахл (умер в 869 году) был первым врачом, описавшим большое количество лекарств и средств от болезней. В X веке Аль-Муваффак написал труд «Основы истинных свойств лекарственных средств», в котором описал такие химические вещества, как оксид мышьяка и кремниевая кислота . Он различал карбонат натрия и карбонат калия и обратил внимание на ядовитость соединений меди, особенно медного купороса, а также соединений свинца.
Аль-Бируни (973—1050) написал «Китаб ас-Сайдала» («Книга о лекарствах»), в которой подробно описал свойства лекарств, роль фармации и обязанности фармацевта. Ибн Сина (Авиценна) описал 700 препаратов, их свойства, механизм действия и показания к применению. Он посвятил целый том простым вещам в «Каноне врачебной науки». Труды Масавайха аль-Мардини (ок. 925—1015) и Ибн аль-Вафида (1008—1074) были напечатаны на латыни более пятидесяти раз, выйдя под названием «De Medicinis universalibus et particularibus» Мешуа Младшего (умер в 1015 году) и под названием «Medicamentis simplicibus» Абенгуэфита (ок. 997—1074) соответственно. Пьетро Абано (1250—1316) перевел и добавил дополнение к труду аль-Мардини под названием «De Veneris» . Ибн аль-Байтар (1197—1248) в своем труде «Аль-Джами фи аль-Тибб» описал тысячу простых лекарств и снадобий, основанных непосредственно на средиземноморских растениях, собранных вдоль всего побережья между Сирией и Испанией, впервые превзойдя охват, предоставленный Диоскоридом в классические времена. Исламские врачи, такие как Ибн Сина, описывали клинические испытания для определения эффективности медицинских препаратов и веществ.

### Мореплавание
Интерес к путешествиям и изучению географии мусульмане проявляли издревле. Этому способствовали стремление к распространению ислама, торговля, а также необходимость совершения паломничества (хаджа). Известное всем слово адмирал произошло от арабского амир аль-бахр (араб. أمير البحر‎).

### Инженерия и промышленные технологии
Позаимствовав технологию производства из Китая, сын визиря Харуна ар-Рашида, Ибн Фазыл построил в 794 г. в Багдаде первую фабрику по производству бумаги. Через 6 лет подобная фабрика была построена в Египте, а в 950 г. в аль-Андалусе. Первая бумага, появившаяся в Европе, изготавливалась из льна и называлась charta damascaena, то есть дамасские свитки.
Арабский ученый Шамс уд-Дин Мохаммед описал в XII столетии огнестрельное оружие, называвшееся «модфа». Оно состояло из короткого металлического ствола на древке. Заряжалось это подобие мортирки пороховой мякотью и метало снаряд, называвшийся «бондок», что по-арабски означает орех. Стрелок, действовавший таким оружием, назывался «бундактар». Из модфы стреляли с сошек, а заряд зажигали от руки. Историк И. Чернео пишет:
У арабов были особого рода камнеметы, сделанные из твердого металла, имевшие вид просверленных палок. Из такого оружия, которое они называют карабинами (караб с арабского оружие), выбрасывается силой порохового огня свинцовая пуля, которая навылет пробивает человека в полном вооружении (в доспехах).

### Ботаника и агрономия
Изучение окружающего мира распространилось и на детальное изучение растений. Проделанная работа оказалась непосредственно полезной для беспрецедентного роста фармакологии во всем исламском мире.
Ад-Динавари (815—896) популяризировал ботанику в исламском мире своим шеститомным трудом «Китаб ан-Набат» ("Книга о растениях "). Сохранились только тома 3 и 5, а часть тома 6 реконструирована по цитируемым отрывкам. В сохранившемся тексте описывается 637 растений в алфавитном порядке от букв «син» до «йа», так что вся книга должна была охватывать несколько тысяч видов растений. Ад-Динавари описал фазы роста растений и образования цветов и плодов.
Энциклопедия XIII века «Аджаиб аль-махлукат»'' («Чудеса творения»), составленная Закарией аль-Казвини (1203—1283), содержала, помимо прочего, как реалистичную ботанику, так и фантастические рассказы. Например, он описал деревья, на ветках которых вместо листьев росли птицы, но которые можно было встретить только на далёких Британских островах.
В эпоху Золотого века мусульмане смогли создать развитую систему орошения, а также чётко продуманную систему севооборота, позволяющую получить двойной урожай за год на той же земле.
Использование и выращивание растений было задокументировано в XI веке Мухаммадом ибн Ибрагимом ибн Бассалем из Толедо в его книге «Диван аль-филаха» («Суд по сельскому хозяйству»), а также Ибн аль-Аввамом аль-Ишбили (также известным как Абу ль-Хайр аль-Ишбили) из Севильи в его книге XII века «Китаб аль-филаха» («Трактат о сельском хозяйстве»).
Ибн Бассаль много путешествовал по исламскому миру и вернулся с глубокими познаниями в области агрономии, которые помогли Арабской сельскохозяйственной революции . В его практичной и систематической книге описывается более 180 растений, а также способы их размножения и ухода за ними. Он охватывал листовые и корнеплодные овощи, травы, специи и деревья.

### Физика
Области физики, изучаемые в этот период, помимо оптики и астрономии, которые описаны отдельно, представляют собой аспекты механики: статику, динамику, кинематику и движение.
- Арабский физик[240] и математик[241] аль-Хайсам (965—1051 гг.), известный в Европе как Альхазен (аль-Хазин) — родоначальник оптики, чей труд «Книга оптики» ставится наравне с трудами И. Ньютона за революционные идеи в открытии оптических законов. Он дал описание строения глаза и правильное представление бинокулярного зрения. Он высказал предположение о конечности скорости света и проводил опыты с камерой-обскурой (предшественником современных фотоаппаратов), опыты по преломлению света и эксперименты с различными видами зеркал. Механизм отражения света в сферических зеркалах назван его именем — «проблема аль-Хазина».
- В 11 веке Авиценна (Ибн Сина) считал, что движущийся объект имеет силу, которая рассеивается внешними факторами, такими как сопротивление воздуха.[242] Авиценна различал «силу» и «склонность» (майл); он утверждал, что объект приобретает майл, когда он находится в противовес своему естественному движению. Он пришел к выводу, что продолжение движения зависит от наклона, переданного объекту, и что объект остается в движении до тех пор, пока не израсходуется энергия . Он также утверждал, что снаряд в вакууме не остановится, если на него не воздействовать. Эта точка зрения согласуется с первым законом движения Ньютона об инерции.[243] Как неаристотелевское предложение, оно было по существу отвергнуто, пока его не описал как «импульс» французский астроном Жан Буридан (ок. 1295—1363), который, вероятно, находился под влиянием Ибн Сины[242].
- Исмаил аль-Джазари (ум. в 1206 г.) в своём произведении «Китабул-Хиял» («Книга грёз») заложил основы кибернетики[источник не указан 1717 дней]. Он изобрёл коленчатый вал, сконструировал клапанные насосы, водоподъёмные машины,[какие?] водяные часы, музыкальные автоматы и т. д. Аль-Джазари принадлежат такие технологические новшества, как: ламинирование древесины, кодовые замки, гибрид компаса с универсальными солнечными часами для любых широт и т. д.
- В 880 г. учёный по имени Аббас ибн Фирнас (810—887 гг.) впервые сконструировал аппарат наподобие аэроплана. Ему удалось довольно долго парить в воздухе и плавно приземлиться.
- В «Тенях» Бируни (973—1048) описывает неравномерное движение как результат ускорения.[244] Теория майла Авицены пыталась связать скорость и вес движущегося объекта, предшественница концепции импульса .[245]
- Теория движения Аристотеля утверждала, что постоянная сила производит равномерное движение; Абу-ль-Баракат Натанель (ок. 1080—1164/5) не соглашался, утверждая, что скорость и ускорение — это две разные вещи, и что сила пропорциональна ускорению, а не скорости.[246]
- Братья Бану Муса, Джафар, Ахмад и Хасан (начало IX века) изобрели автоматизированные устройства, описанные в их «Книге гениальных устройств»[247][248]. Прогресс в этом вопросе также был достигнут аль-Джазари и Ибн Маруфом.

### Философия
Труды таких учёных, как Фараби (870—950 гг.), Фахрутдин ар-Рази (1150—1210), Аверроэс (Ибн Рушд) (1126—1198 гг.), аль-Кинди (ок. 801—873 гг.), аль-Газали (1058—1111 гг.) оказали большое влияние на философскую мысль. В IX в. происходит широкое знакомство арабов с естественнонаучным и философским наследием античности. В центре их внимания оказывается философия Аристотеля (384—322 гг. до н. э.) с её преобладающим интересом к вопросам естествознания и логики. Усвоение аристотелевской философии, однако, опосредовалось знакомством с работами позднейших её комментаторов из неоплатонических школ в Афинах и Александрии.
Фараби является основоположником исламского и арабоязычного перипатетизма.
В основе философии Фараби лежит идея о том, что мир имеет божественное происхождение и упорядочен в соответствии с логическими принципами. Согласно его учению, всё сущее распределено по шести ступеням — началам, связанным между собой как причина и следствие. Он выделяет три ключевые первопричины: Бога, космос и разум. Бог у Фараби — это абсолютно совершенное существо, из которого через эманацию исходит весь остальной мир. Его подход во многом соответствует природе ислама. Эта концепция также перекликается с неоплатоническим учением о Едином, от которого все существующее черпает свое бытие.
Все существующее (начала) можно разделить на два типа: возможное и необходимое. Объекты первого типа не обязаны существовать, их существование зависит от какой-то причины. Объекты второго типа существуют по своей природе, то есть их существование обязательно. Причиной существования возможных объектов являются либо объекты первого типа (необходимые) или единосущее божество, которое создаёт в вечности мир.
За глубокие знания и комментарии трудов Аристотеля («Категории», «Аналитики. Первая и вторая», «Софистические опровержения» и другие) ему присвоено имя «Второго Аристотеля», «Аристотеля Востока».
К философским и логическим сочинениям аль-Фараби относятся:
- «Слово о субстанции»
- «Существо вопросов»
- «Книга о законах»
- «Книга о постоянстве движения вселенной»
- «О смысле разума»
- «Книга о разуме юных»
- «Большая сокращенная книга по логике»
- «Книга об условиях силлогизма»
- «Трактат о сущности души»
- «Слово о сновидениях»
- «Трактат о взглядах жителей добродетельного города»
- «Книга об определении и классификации наук»
- «Книга о смысле философии»
- «Книга о том, что нужно знать для изучения философии»
- «Примечания к философии»

Фараби определял логику как науку, занимающуюся различением истинного от ложного. Основная задача логики состоит в обучении людей правильному выражению своих мыслей с помощью языка. По его классификации, логика делится на две части: учение об идеях и дефинициях, а также учение о суждении, умозаключении и доказательстве.
Познание по Фараби начинается с чувственных восприятий. На основе восприятий возникают идеи об единичных предметах. Соединение представлений даёт суждение, которому присуще свойство быть либо истинным, либо ложным. Чтобы выяснить истинность или ложность суждения, надо построить умозаключение и посредством его свести суждение к аксиомам — положениям, не нуждающимся в доказательствах ввиду их очевидности. Поэтому основа логики — учение о доказательстве. Вероятно, Фараби был первым, кто разделил логику на две части, первая из которых — «идея», а вторая — «доказательство».
Универсалии Фараби определяет как «единое о многом и во многом». Они связаны с индивидуальными понятиями. Высшим принципом логики по его убеждению, является закон противоречия. В этом он следовал своему учителю Аристотелю.
Ибн Сина (Авиценна) и Ибн Рушд (Аверроэс) сыграли важную роль в интерпретации трудов Аристотеля, идеи которого стали доминировать в рационалистической мысли христианского и мусульманского миров . Согласно Стэнфордской энциклопедии философии, перевод философских текстов с арабского на латынь в Западной Европе «привел к трансформации почти всех философских дисциплин в средневековом латинском мире». Влияние исламских философов в Европе было особенно сильным в естественной философии, психологии и метафизике, хотя оно также оказало влияние на изучение логики и этики.

#### Метафизика
Авиценна утверждал, что его мысленный эксперимент « Плавающий человек „ касается самосознания, в котором человек, лишенный чувственного опыта из-за завязанных глаз и свободного падения, все равно будет осознавать свое существование.

#### Эпистемиология
В области эпистемологии Ибн Туфаил написал роман “Хай ибн Якдан», а в ответ Ибн ан-Нафис написал роман «Теолог-самодидактус» . Оба они были посвящены самообразованию, раскрытому на примере жизни дикого ребенка, спонтанно зародившегося в пещере на необитаемом острове .

### Химия
Ранний исламский период ознаменовался созданием теоретических основ алхимии и научной химии . Серно-ртутная теория металлов, впервые изложенная в "Сирр аль-халика " («Тайна творения», ок. 750—850 гг., ошибочно приписываемая Аполлонию Тианскому), а также в трудах, приписываемых Джабиру ибн Хайяну (написанных ок. 850—950 гг.), оставалась основой теорий состава металлов вплоть до XVIII века.
Фараби в трактате «О необходимости искусства химии» анализирует причины ошибок в изучении этой науки. Он указывает на неточности и умышленные искажения знаний предшественников, направленные на предотвращение вреда обществу и государствам. Философ подчёркивает важность знания физики и математики для изучения химии, приводит политэкономические суждения о золоте и серебре как мере стоимости и развивает концепцию трансмутации металлов, основываясь на представлении об их единой субстанции.
Джабир ибн Хайян (ок. 721 — ок. 815 гг.) считается родоначальником химии. Он описал множество кислот и разработал ранний вариант экспериментального метода исследования в химии. Он впервые высказал мысль об огромной энергии, скрытой внутри атома и возможности его расщепления. По словам Ибн Хайяна, при расщеплении образуется сила, которая может разрушить Багдад.
Изумрудная скрижаль, загадочный текст, который все последующие алхимики, вплоть до Исаака Ньютона, считали основой своего искусства, впервые встречается в «Сирр аль-халика» и в одной из работ Джабира ибн Хайяна. В практической химии труды Джабира содержат самые ранние систематические классификации химических веществ. Алхимики также интересовались искусственным созданием таких веществ. Джабир описывает синтез хлорида аммония (нашатыря) из органических веществ, а Абу Бакр ар-Рази экспериментировал с нагреванием хлорида аммония, купороса и других солей, что в конечном итоге привело к открытию минеральных кислот латинскими алхимиками XIII века, такими как псевдо-Гебер.
Оксид ртути был впервые синтезирован Абу аль-Касимом аль-Куртуби аль-Маджрити (10 век).

### Психология
Фараби считал, что сила воли отвечает за желания или их отсутствие, возникающие в ощущениях и воображении, и таким образом сила воли стимулирует социальное поведение человека. Он различал автоматические реакции, осуществляемые животными, и сознательную реакцию, вытекающую из рациональности у людей. Аль-Фараби также считал, что сердце является управителем в человеческом теле и с помощью мозга и других органов отдает тепло чувствам. Это тепло отвечает за различия между полами: у мужчин оно делает их более злыми и жестокими, чем у женщин, которые по милосердию и состраданию превосходят мужчин. По мнению Аль-Фараби, оба пола равны в своих познавательных способностях. Он считал, что женщины способны стать не только пророками, но и философами (то есть учёными).
Фараби разделил силы души на 5 категорий:
1. Питательные силы: обеспечивают питание и деторождение.
2. Сенсорные способности: восприятие осуществляется через пять чувств.
3. Образные силы: сохраняют образы в душе после того, как объект исчез из поля восприятия.
4. Речевые способности: отличают людей от животных, позволяя различать красивое от уродливого и ценное от дешевого.
5. Диспозиционные силы: отвечают за стремления и отвращения

В последней, 24-й, главе своей книги «Трактат о взглядах жителей добродетельного города», озаглавленной «О причине сновидений», Аль-Фараби различал толкование снов и природу и причины сновидений, полагая, что сны играют роль в выражении личности и поведения человека.

## Поэзия
Поэт XIII века Руми (также известный как Мавлана) (латинизированное: mwlana) (арабское слово, означающее «величайший из нашей толпы»)) написал некоторые из лучших стихов на персидском языке и остается одним из самых продаваемых поэтов в Соединенных Штатах. Среди других известных поэтов персидского языка можно отметить Хафиза (чьи произведения читали Уильям Джонс, Торо, Гёте, Ральф Уолдо Эмерсон и Фридрих Энгельс), Саади (чьи стихи широко цитировали Гёте, Гегель и Вольтер), Фирдоуси, Омар Хайям и Амир Хосров .

## Музыка
В девятом и десятом веках арабская музыка достигла расцвета. Философ и эстет Аль-Фараби в конце девятого века заложил основы современной арабской музыкальной теории, основанной на макамматах, или музыкальных ладах. Его творчество основано на музыке Зирьяба, придворного музыканта Андалусии. Зирьяб был известным эрудитом, чей вклад в западную цивилизацию включал в себя официальные обеды, стрижки, шахматы и многое другое, в дополнение к его доминированию на мировой музыкальной сцене девятого века.
Шумеры и аккадцы, греки и персы использовали математику для создания нот, используемых на лютнях, лирах и других струнных инструментах. Используя идею о том, что щипковая или смычковая струна издает ноту, они заметили разницу в тоне, когда струна останавливается. «Великим открытием» стало прослушивание двойной октавы, когда при делении струны пополам получается нота на октаву выше струны. Записано в соотношении 2:1.
Смешение культур Центральной Азии и Аравии породило множество мыслителей, писавших о музыке, в том числе и о лютне, в том числе Аль-Кинди (ок. 801), Зирьяб (789—857), Аль-Фараби (ок. 872), Авиценна (ок. 980) и Сафи ад-Дин аль-Урмави (1216—1294). Они писали на арабском языке, который стал общепринятым языком их времени, и принимали участие в жизни мусульманского общества и культуры. Однако они были воспитаны в Средней Азии.
У арабов была музыкальная гамма, описанная аль-Фараби, которая использовалась некоторыми вплоть до 13 века н. э. Эта танбарная гамма, которая делила струну на «40 равных частей», возможно, была пережитком Вавилонии. Однако арабы торговали с персами и завоевали их, и они переняли персидские лады для своих лютней, так же как они переняли персидские лютни с коротким грифом.
Зирьяб переехал из Багдада в Аль-Андалус, где он основал музыкальную школу и был одним из первых, кто добавил пятую струну или курс к уду, "между 822 и 852 годами). Аль-Андалус, где он поселился, стал центром развития музыкальных инструментов в Европе.
Аль-Кинди был эрудитом, написавшим около 15 трактатов, связанных с музыкой. Он был одним из первых, кто применил греческую музыкальную теорию к коротким лютням Центральной Азии и Аравии. Он добавил полутона между верхним порожком и первой струной. Он также добавил пятую струну к своему уду на востоке, как это сделал Зирьяб на западе.
Фараби «полностью включил труды Аристоксена и Птолемея в свою теорию тетрахордов» и написал среди книг по многим предметам « Китаб аль-Мусика аль-Кабир», « Большую книгу музыки», в которой он подробно описал, как настраивать уд, используя математические соотношения. Он дал инструкции как для 10 ладов, так и для 12, указав, где разместить привязанные (и подвижные) жильные струны на грифе. Его способ настройки позволял «настроить уд на 12 ладов, что приводит к … „двухоктавной“ гамме», с 22 нотами в каждой октаве.

## Искусство
Исламское искусство — искусство, сформировавшееся в средние века, в основе которого лежат принципы ислама.
Распространяясь из Аравии на Восток до берегов Ганга и на Запад до Испании, исламская культура встречала более или менее развитое искусство, усваивала и перерабатывала его элементы в соответствии со своим духом и потребностями. Так сложился, по крайней мере в архитектуре и орнаменталистике, особый исламский стиль, в разных странах имеющий, впрочем, свои особенности. В его основу легли византийские, персидские и египетские формы.
Иллюстрирование рукописей было важным искусством, и персидская миниатюрная живопись процветала в персидском мире и продолжала оказывать влияние на искусство миниатюры при дворе Османской империи и Моголов в XVI—XVII веках. Сохранилось очень мало записей настенной живописи, особенно тех, на которых изображено человеческое лицо. Редким примером этого являются фрагменты начала IX века из руин дворца Дар аль-Халифат в Самарре, относящиеся к периоду Аббасидов. Это фрагменты больших настенных росписей, изображающих женщин гарема, одежду той эпохи и животных.Каллиграфия, неотъемлемая часть письменного арабского языка, получила развитие в рукописях и архитектурном декоре. Эту форму визуального искусства можно увидеть украшающей стены дворцов, интерьеры и купола мечетей, а также окружающую структуру минбаров . В каллиграфии использовались различные стилизованные и стандартизированные шрифты, среди которых два основных шрифта — куфический и насх . Керамика, изделия из металла и стекла также были богато украшены геометрическими узорами и яркими цветами.

### Арабский куфеск в Ренессанской живописи
Куфеск, (также псевдокуфия, псевдокуфические надписи и псевдоарабское письмо) — элемент украшения картин и фресок, а также изделий из керамики, стекла и тканей, использовавшийся в искусстве стран Западной Европы в эпоху Средневековья и Ренессанса. Представляет собой имитацию арабского куфического шрифта, или иногда арабского курсивного письма вне смыслового контекста. Причин использования псевдокуфии было несколько. В эпоху Средневековья подражание арабской культуре как передовой в научных достижениях считалось престижным среди христианской знати южной Европы. В эпоху Возрождения псевдокуфия использовалась в религиозных мотивах, так как европейцы той эпохи не различали современную арабскую и еврейскую культуру эпохи Нового Завета.
Европейские художники и мастера видели, что арабы использовали в своём исламском архитектурном убранстве арабскую вязь, но европейцы не понимали их смысла и воспринимали их просто как элемент украшения, набор символов с характерными прямыми и угловатыми линиями. Псевдокуфика особенно часто появляется в искусстве эпохи Возрождения в изображениях людей со Святой Земли, особенно Девы Марии. Это характерный пример влияния ислама на западное искусство.
Расцвет моды на псевдокуфику пришёлся на период с X по XVI века. Псевдокуфические надписи часто использовались в качестве декоративных линий в архитектуре византийской Греции с середины XI до середины XII века, на декоративной тесьме вокруг библейских и религиозных сцен во французских и немецких настенных росписях с XII по XIII века. Псевдокуфика также использовалась в качестве письма или декоративных элементов в текстиле, нимбах или рамах. Многие из них видны на картинах Джотто ди Бондоне (1267—1337).
В период с 1300 по 1600 год имитация арабской вязи опирается в большей степени на курсивный стиль, а не куфический, и к ней применяется понятие «псевдоарабский» стиль. Традиция украшать позолоченные нимбы псевдокуфикой исчезла к 1350 году, но возродилась около 1420 года благодаря работе таких художников, как Джентиле да Фабриано, который, вероятно, вдохновлялся культурой Флоренции, или Мазаччо, которого в свою очередь вдохновляли работы Джентиле, хотя его собственная псевдокуфика была «неровной и неуклюжей». Влияние оказали и такие художники, как Джованни Тоскани или Фра Анджелико, создававшие картины в более готическом стиле.

## Архитектура
Великая мечеть Кайруана (в Тунисе), предшественница многих мечетей в западном исламском мире, за исключением Турции и Балкан, является одним из наиболее хорошо сохранившихся и наиболее значимых образцов ранних великих мечетей. Основанный в 670 году, в своем нынешнем виде он датируется в основном IX веком.
Большая мечеть Кайруана состоит из трехъярусного квадратного минарета, большого двора, окруженного колоннадными портиками, и огромного гипостильного молитвенного зала, перекрытого по своей оси двумя куполами.
Строительство Великой мечети Самарры в Ираке было завершено в 847 году. Он сочетал в себе гипостильную архитектуру с рядами колонн, поддерживающих плоское основание, над которым был возведен огромный спиральный минарет .

## Исламский вклад в Европейскую цивилизацию
Мусульманские ученые помогли заложить основы экспериментальной науки своим вкладом в научный метод и своим эмпирическим, экспериментальным и количественным подходом к научному исследованию . В более общем смысле позитивным достижением исламской науки было просто её процветание на протяжении столетий в самых разных учреждениях: от обсерваторий до библиотек, от медресе до больниц и судов, как в разгар исламского золотого века, так и в течение нескольких столетий после него. Это не привело к научной революции, подобной той, что произошла в Европе раннего Нового времени, но такие внешние сравнения, вероятно, следует отвергнуть как навязывающие «хронологически и культурно чуждые стандарты» успешной средневековой культуре.
Начиная примерно с 1050 года европейские ученые, опираясь на имеющиеся у них знания, искали древние знания в арабских текстах, которые затем переводили на латынь. Они столкнулись с широким спектром классических греческих текстов, некоторые из которых ранее были переведены на арабский язык, сопровождаемые комментариями и независимыми работами мусульманских мыслителей. Научные книги мусульманских учёных были переведены на латинский язык такими переводчиками как Герард Кремонский, Майкл Скот в 12 веке.
Герард Кремонский: итальянец, который отправился в Испанию, чтобы скопировать один текст, остался там, чтобы перевести около 70 произведений. Его биография описывает, как он приехал в Толедо: «С детства он обучался в центрах философского обучения и достиг познаний во всем, что было известно латинянам; но из любви к Альмагесту, которого он вообще не мог найти у латинян, он отправился в Толедо; там, увидев обилие книг на арабском языке по всем предметам и сожалея о скудности латинян в этих вещах, он выучил арабский язык, чтобы иметь возможность переводить».
В этот период также зародились средневековые университеты, которые извлекали материальную выгоду из переведенных текстов и обеспечивали новую инфраструктуру для научных сообществ. Некоторые из этих новых университетов были зарегистрированы Священной Римской империей как учебные заведения международного уровня, получив звание Studium Generale. Большинство ранних Studia Generali находились в Италии, Франции, Англии и Испании, и они считались самыми престижными местами обучения в Европе . Этот список быстро рос по мере основания новых университетов по всей Европе. Ещё в XIII веке ученых из Studium Generale поощряли читать лекции в других институтах по всей Европе и обмениваться документами, что привело к формированию нынешней академической культуры, наблюдаемой в современных европейских университетах.
Повторное открытие трудов Аристотеля позволило полностью развить новую христианскую философию и метод схоластики . К 1200 году появились достаточно точные латинские переводы основных трудов Аристотеля, Евклида, Птолемея, Архимеда и Галена, то есть всех интеллектуально важных античных авторов, за исключением Платона . Кроме того, многие средневековые арабские и еврейские ключевые тексты, такие как основные труды Авиценны, Аверроэса и Маймонида, теперь стали доступны на латыни. В XIII веке схоластики расширили натурфилософию этих текстов комментариями (связанными с преподаванием в университетах) и самостоятельными трактатами. Среди них следует отметить работы Роберта Гроссетеста, Роджера Бэкона, Иоанна Сакробоско, Альберта Великого и Дунса Скота.
Схоласты верили в эмпиризм и поддерживали римско-католические доктрины посредством светского учения, разума и логики. Самым известным из них был Фома Аквинский (позднее объявленный " Учителем Церкви "), который возглавил движение от платоновского и августинского учения к аристотелизму (хотя натурфилософия не была его главным интересом). Между тем, предшественники современного научного метода уже можно увидеть в акценте Гроссетеста на математике как способе понимания природы и в эмпирическом подходе, которым восхищался Роджер Бэкон.
Гроссетест был основателем знаменитой Оксфордской францисканской школы . Он построил свою работу на представлении Аристотеля о двойственном пути научного мышления. Вывод из частных наблюдений универсального закона и обратно: от универсальных законов к предсказанию частностей. Гроссетест назвал это «разрешением и композицией». Далее Гроссетест заявил, что оба пути следует проверить экспериментально, чтобы подтвердить принципы. Эти идеи легли в основу традиции, которая была продолжена Падуей и Галилео Галилеем в XVII веке.
Под руководством Гроссетеста и вдохновлённый трудами арабских химиков, сохранивших и развивших теорию индукции Аристотеля, Бэкон описал повторяющийся цикл наблюдения, гипотезы, эксперимента и необходимость независимой проверки. Он записывал, как именно он проводил свои эксперименты, в мельчайших подробностях, чтобы другие могли воспроизвести и независимо проверить его результаты, что является краеугольным камнем научного метода и продолжением работы таких исследователей, как Аль- Баттани. Бэкон и Гроссетест проводили исследования в области оптики, хотя большая часть их работ была похожа на то, что в то время делали арабские ученые.

## Комментарии
1. ↑  Тригонометрические линии — это геометрические конструкции, которые помогают наглядно представить значения тригонометрических функций, таких как синус, косинус, тангенс и котангенс, на тригонометрическом круге. Эти линии определяются как отрезки или длины, связанные с углами и радиусом единичной окружности.